# Liste der Biografien/Haa
Liste der Biografien |
Portal Biografien |
Personensuche
# |
A |
B |
C |
D |
E |
F |
G |
H |
I |
J |
K |
L |
M |
N |
O |
P |
Q |
R |
S |
T |
U |
V |
W |
X |
Y |
Z |
?
 
Ha |
Hd |
He |
Hi |
Hj |
Hk |
Hl |
Hm |
Hn |
Ho |
Hr |
Hs |
Ht |
Hu |
Hv |
Hw |
Hy
 
Haa |
Hab |
Hac |
Had |
Hae–Haf |
Hag |
Hah |
Hai |
Haj |
Hak |
Hal |
Ham |
Han |
Hao |
Hap |
Haq |
Har |
Has |
Hat |
Hau |
Hav |
Haw |
Hax |
Hay |
Haz
Die Liste der Biografien führt alle Personen auf, die in der deutschsprachigen Wikipedia einen Artikel haben. Dieses ist eine Teilliste mit 994 Einträgen von Personen, deren Namen mit den Buchstaben „Haa“ beginnt.

## Haa

### Haab
- Haab, Annina (* 1991), Schweizer Schriftstellerin und Übersetzerin
- Haab, Martin (* 1962), Schweizer Politiker (SVP)
- Haab, Otto (1850–1931), Schweizer Ophthalmologe
- Haab, Philipp Heinrich (1758–1833), deutscher Geistlicher, evangelischer Pfarrer
- Haab, Pierre (1928–2008), Schweizer Physiologe
- Haab, Robert (1865–1939), Schweizer Politiker (FDP)

### Haac
- Haac, Oscar Alfred (1918–2000), deutsch-amerikanischer Romanist
- Haach, Ludwig (1813–1842), deutscher Porzellan-, Dekorations-, Historien- und Porträtmaler sowie Zeichner und Kupferstecher
- Haack, Albert (1832–1906), deutscher Stadtrat, Ehrenbürger von Berlin
- Haack, Albrecht (1898–1976), deutscher Chemiker
- Haack, Arthur (1880–1915), deutscher Polarfilmer
- Haack, Bruce (1931–1988), kanadischer Musiker und Pionier der elektronischen Musik
- Haack, Carl (1841–1908), deutscher Fotograf
- Haack, Christina (* 1987), deutsche LeichtathletinChristina Haack (* 1987)

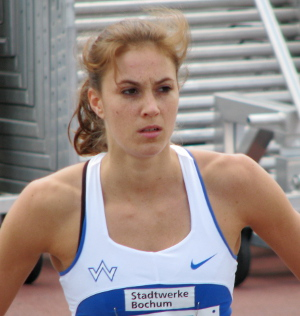
Christina Haack (* 1987)

- Haack, Dieter (* 1934), deutscher Politiker (SPD), MdB
- Haack, Emily (* 1975), US-amerikanische Schauspielerin
- Haack, Erich (1904–1968), deutscher Chemiker
- Haack, Ernst (1850–1945), deutscher evangelisch-lutherischer Geistlicher
- Haack, Erwin (1917–1985), deutscher Forstwissenschaftler und Holzbiologe
- Haack, Fedor (1871–1935), Polizeipräsident in Kassel
- Haack, Friedrich (1868–1935), deutscher Kunsthistoriker
- Haack, Friedrich von (1869–1940), deutscher General der Infanterie der Reichswehr
- Haack, Friedrich Wilhelm (1765–1825), deutscher Organist und Musikdirektor
- Haack, Friedrich Wilhelm (1935–1991), deutscher Theologe und Sektenkritiker
- Haack, Günther (1929–1965), deutscher Filmschauspieler (DDR)
- Haack, Hanna (* 1941), deutsche Historikerin
- Haack, Hansjörg (* 1958), deutscher Jurist, Autor und Fachanwalt für Medizinrecht
- Haack, Heinrich (1899–1943), deutscher Politiker (NSDAP)
- Haack, Hermann (1844–1910), deutscher Theaterschauspieler und -regisseur
- Haack, Hermann (1872–1966), deutscher KartografHermann Haack (1872–1966)

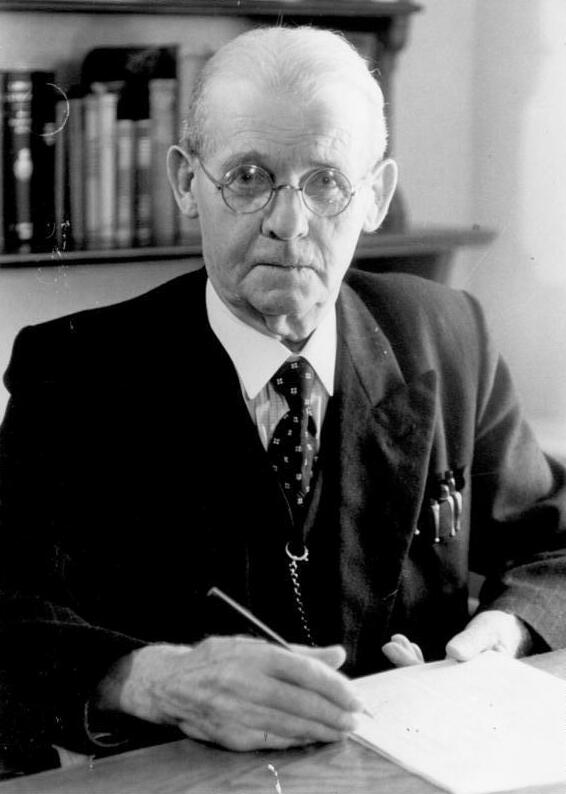
Hermann Haack (1872–1966)

- Haack, Hermann (1876–1967), deutscher Verwaltungsjurist und Politiker
- Haack, Jenny (* 1971), deutsche Tänzerin und Künstlerin
- Haack, Johann Friedrich Joseph, deutscher Mediziner, Stadtarzt in Fulda und Mitglied der Gelehrtenakademie „Leopoldina“
- Haack, Karl Friedrich Heinrich (1755–1819), deutscher Violinist, Komponist und königlicher Konzertmeister der preußischen Hofkapelle
- Haack, Karl Hermann (* 1940), deutscher Politiker (SPD), MdB
- Haack, Käthe (1897–1986), deutsche SchauspielerinKäthe Haack (1897–1986)

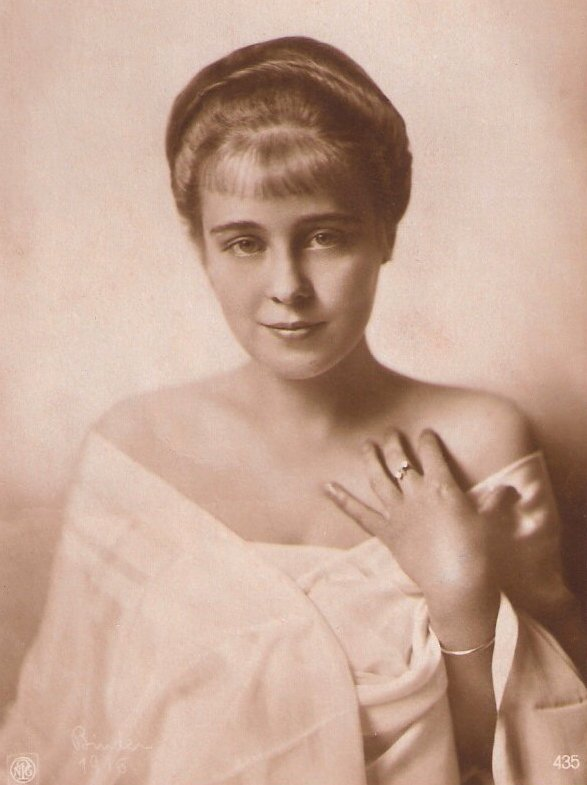
Käthe Haack (1897–1986)

- Haack, Klaus (1933–2015), deutscher Richter in der Verwaltungsgerichtsbarkeit
- Haack, Lothar (* 1941), deutscher Fußballspieler
- Haack, Magnus (1869–1931), deutscher Politiker (SPD) und Gewerkschafter
- Haack, Melvin (* 1982), deutschsprachiger Liedermacher, Kinderbuchautor und Sprecher
- Haack, Morton (1924–1987), US-amerikanischer Kostümbildner
- Haack, Peter (1941–2013), deutscher Fußballspieler
- Haack, Rudolph (1833–1909), deutscher Schiffbauingenieur und Direktor der Stettiner Vulcan-Werft
- Haack, Simone (* 1978), deutsche Künstlerin
- Haack, Stefan (* 1975), deutscher Rechtswissenschaftler
- Haack, Susan (* 1945), englische Philosophin
- Haack, Werner (1895–1965), deutscher Industriemanager
- Haack, Wilhelm (1882–1947), deutscher Geologe
- Haack, Wolfgang (1902–1994), deutscher Mathematiker
- Haack, Wolfgang (1910–1991), deutscher Flottillenadmiral der Bundesmarine
- Haack, Wolfram (* 1958), deutscher Schauspieler, Sprecher und Autor
- Haacke, Albert (1854–1935), deutscher Bauunternehmer, Senator und auch Stifter
- Haacke, Andreas Carl (1721–1776), deutscher Militäringenieur und Kartograf
- Haacke, Anita (1932–2021), deutsche Tischtennisspielerin
- Haacke, Antonia (* 1967), deutsche Unternehmerin und Synchronsprecherin
- Haacke, Arnold (1832–1899), deutscher Reichsgerichtsrat und Mitglied des Preußischen Abgeordnetenhauses
- Haacke, Christian (* 1976), deutscher Hörfunkmoderator und Synchronsprecher
- Haacke, Christoph Friedrich Ferdinand (1781–1855), deutscher klassischer Philologe Gymnasiallehrer
- Haacke, Friedrich Hermann (1824–1899), deutscher Mediziner
- Haacke, Hans (* 1936), deutscher Konzeptkünstler
- Haacke, Harald (1924–2004), deutscher Bildhauer
- Haacke, Julia (* 1971), deutsche Schauspielerin
- Haacke, Julian von (* 1994), deutscher Fußballspieler
- Haacke, Rhabanus Maurus (1912–1993), deutscher Benediktiner und Kirchenhistoriker
- Haacke, Uwe, deutscher Hörspielregisseur
- Haacke, Walter Julius (1909–2002), deutscher Kirchenmusiker, Organist, Musikpädagoge und Musikwissenschaftler
- Haacke, Werner von (1902–1975), deutscher Jurist
- Haacke, Wilhelm (1855–1912), deutscher Biologe und Vererbungsforscher
- Haacke, Wilmont (1911–2008), deutscher Publizistikwissenschaftler
- Haacke-Guillaume, Geraldine (* 1994), deutsche Synchronsprecherin
- Haacken, Frans (1911–1979), deutscher Grafiker, Buchgestalter und Trickfilmer
- Haacker, Carl (1890–1945), deutscher Szenenbildner
- Haacker, Christoph (* 1972), deutscher Verleger
- Haacker, Kathrin (* 1967), deutsche Olympiasiegerin im Rudern
- Haacker, Klaus (* 1942), deutscher evangelischer Theologe und Hochschullehrer, Professor für Neues Testament

### Haad
- Haader, Hermine (1855–1928), österreichische Malerin

### Haaf
- Haaf, Albrecht (* 1953), deutscher Musiker und Komponist
- Haaf, Dietmar (* 1967), deutscher Weitspringer
- Haaf, Günter (* 1946), deutscher Wissenschaftsjournalist
- Haaf, Karl (1897–1969), deutscher Metzgermeister und Politiker (CSU), MdL Bayern
- Haaf, Max (1899–1972), deutscher Architekt und Denkmalpfleger
- Haaf, Meredith (* 1983), deutsche Journalistin und AutorinMeredith Haaf (* 1983)

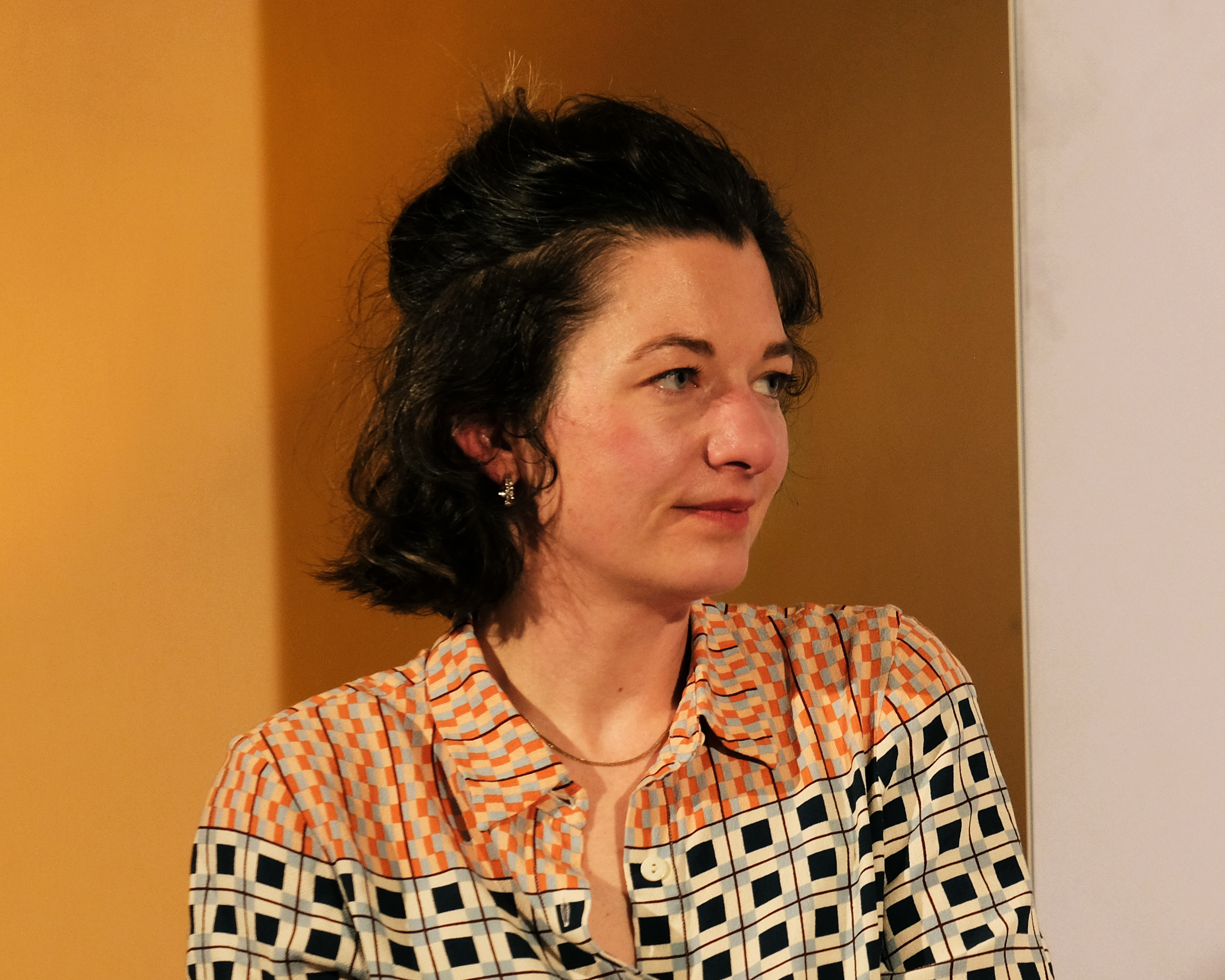
Meredith Haaf (* 1983)

- Haaf, Oskar (* 1905), deutscher Rundfunkpionier
- Haaf, Wilm ten (1915–1995), deutscher Regisseur und Drehbuchautor
- Haafner, Jacob (1754–1809), deutsch-niederländischer Reiseschriftsteller
- Haaften, Kirstie van (* 1999), niederländische Radsportlerin
- Haaften, Marius van (1880–1957), niederländischer Mathematiker

### Haag
- Haag, Achim (* 1955), deutscher Jurist, Präsident der DLRG, Kommunalpolitiker
- Haag, Alfred (1904–1982), deutscher KPD-Abgeordneter im Stuttgarter Landtag
- Haag, Anna (1888–1982), deutsche Schriftstellerin, Pazifistin, Politikerin (SPD), MdL und Frauenrechtlerin
- Haag, Ansgar (* 1955), deutscher Dramaturg, Theaterregisseur, -intendant und -leiter
- Haag, August (1885–1933), deutscher Bildhauer
- Haag, August (1890–1975), deutscher Gymnasiallehrer und Heimatforscher
- Haag, Babette (* 1967), deutsche Perkussionistin
- Haag, Benedikt (* 1987), deutscher Dirigent und Hochschullehrer
- Haag, Bertold (1912–1981), deutscher Maler
- Haag, Carl (1820–1915), deutsch-englischer Maler
- Haag, Carmen (* 1973), Schweizer Politikerin (CVP) und Regierungsrätin
- Haag, Christoph Jacob (1775–1848), Politiker Freie Stadt Frankfurt
- Haag, Emil (1915–1943), schwedischer Fußballspieler
- Haag, Erich (1901–1981), deutscher Gymnasiallehrer und Altphilologe
- Haag, Ernest van den (1914–2002), US-amerikanischer Soziologe, Rechtswissenschaftler, Wirtschaftswissenschaftler, Psychologe
- Haag, Ernst (1932–2017), deutscher Theologe
- Haag, Filip (* 1961), Schweizer Künstler
- Haag, Franz (1865–1925), österreichischer Bildhauer
- Haag, Friedrich (1846–1914), schweizerischer klassischer Philologe
- Haag, Friedrich (1856–1941), deutscher Kristallograph
- Haag, Friedrich (1880–1959), deutscher Komponist
- Haag, Friedrich (1930–2022), deutscher Politiker (FDP), MdL
- Haag, Friedrich (* 1989), deutscher Politiker (FDP), MdL
- Haag, Friedrich Erhard (1896–1945), deutscher Mediziner, Hochschullehrer und Rassenhygieniker
- Haag, Fritz (1939–2017), deutscher Soziologe und Hochschullehrer
- Haag, Giovanni (* 2000), französischer Fußballspieler
- Haag, Gottlob (1926–2008), deutscher Dichter
- Haag, Hanno (1939–2005), deutscher Musiker und Komponist
- Haag, Hans (1841–1919), österreichischer Pferdemaler
- Haag, Heinrich (1879–1947), deutscher Landwirt und Politiker (DNVP, WBWB), MdR
- Haag, Heinrich von (1838–1928), deutscher Jurist, Beamter und Versicherungsfachmann
- Haag, Herbert (1908–1977), deutscher Organist und Kirchenmusiker
- Haag, Herbert (1915–2001), römisch-katholischer Schweizer Theologe und Bibelwissenschaftler deutscher Herkunft
- Haag, Herbert (1937–2025), deutscher Sportpädagoge und Hochschullehrer
- Haag, Hermann von (1843–1935), bayerischer General der Infanterie
- Haag, Holger (1938–2014), deutscher Landschaftsarchitekt und Hochschullehrer
- Haag, Jean, Schweizer Fussballspieler
- Haag, Jean-Paul (1842–1906), französischer Genremaler
- Haag, Jeanne (* 1983), französische Fußballspielerin
- Haag, Johann George (1709–1779), Kammergerichtsrat in Berlin
- Haag, Johannes (1819–1887), deutscher Ingenieur und Unternehmer
- Haag, Johannes (1893–1953), deutscher Eisenwerksdirektor
- Haag, Jörg, Straßburger Original
- Haag, Karl (1819–1901), deutscher Schultheiß und Politiker
- Haag, Karl (1860–1946), deutscher Lehrer und Sprachwissenschaftler
- Haag, Karl Heinz (1924–2011), deutscher Philosoph und Hochschullehrer
- Haag, Karl-Friedrich (* 1942), deutscher evangelischer Theologe
- Haag, Karl-Heinz (1929–1959), deutscher Gewichtheber
- Haag, Klaus (* 1954), deutscher Autor, Übersetzer, sowie Literatur- und Sprachwissenschaftler
- Haag, Leonhard (1589–1635), schwäbischer Zeichner und Maler
- Haag, Lina (1907–2012), kommunistische Widerstandskämpferin
- Haag, Ludwig (* 1954), deutscher Psychologe, Professor für Schulpädagogik
- Haag, Martin (1826–1899), deutscher Weingärtner und Politiker (VP), MdR
- Haag, Martin (1891–1980), deutscher Landwirt und Politiker (CDU), MdL
- Haag, Martina (* 1964), schwedische Schriftstellerin und Schauspielerin
- Haag, Matthias (* 1977), deutscher Filmemacher
- Haag, Melanie (* 1971), deutsche Sängerin und Schauspielerin
- Haag, Nikolaus von (1714–1781), k. k. Generalmajor, Ritter des Maria-Theresien-Ordens
- Haag, Norbert (* 1958), deutscher Historiker und Archivar
- Haag, Oskar (* 2005), österreichischer Singer-Songwriter und SchauspielerOskar Haag (* 2005)

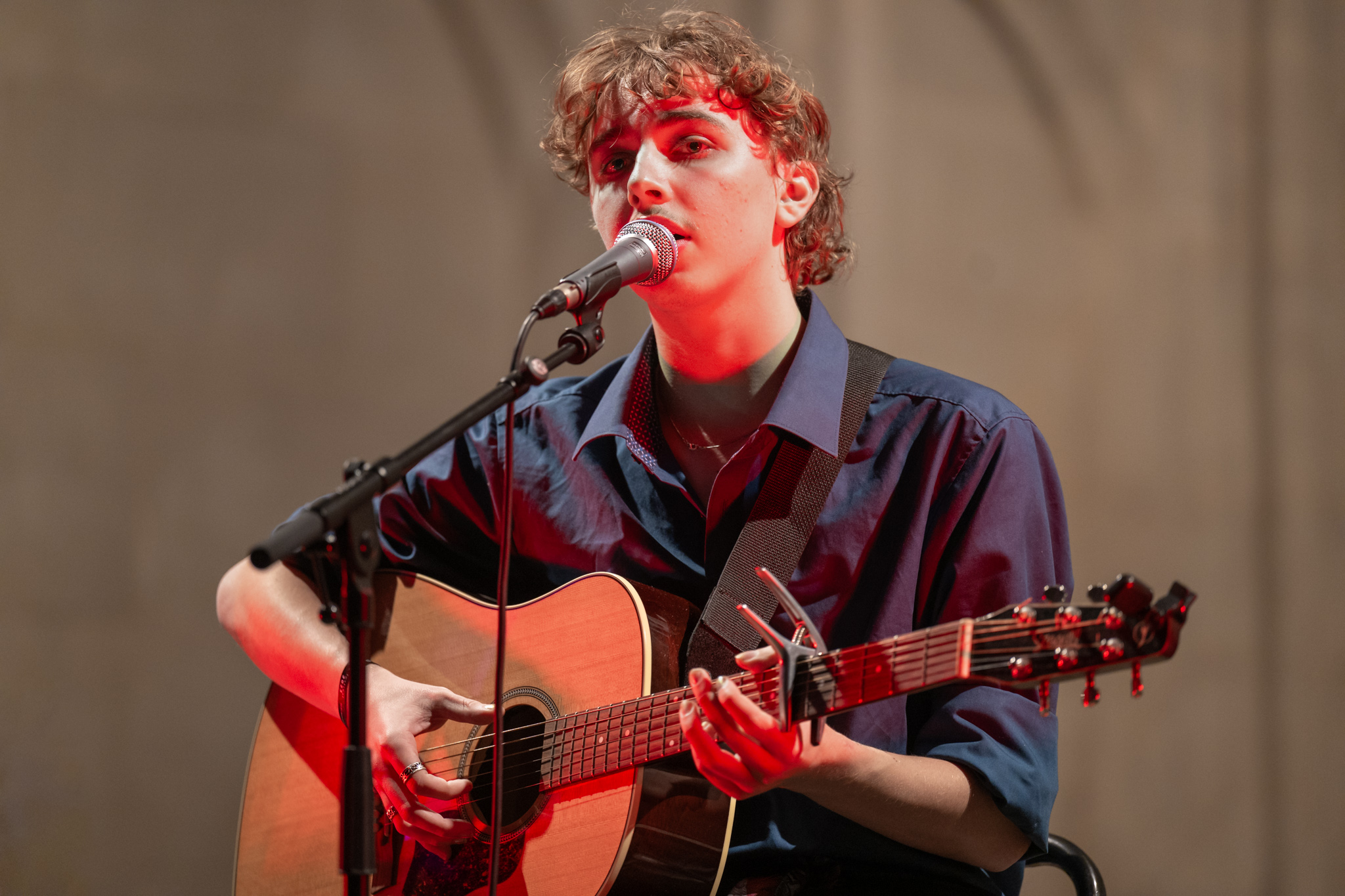
Oskar Haag (* 2005)

- Haag, Otto (1906–1991), deutscher Weingärtner und Politiker (FDP, DVP)
- Haag, Patrick (* 1990), deutscher Fußballspieler
- Haag, Paul (1942–2022), Schweizer Jazzmusiker
- Haag, Peter (* 1973), Parteiloser Schweizer Politiker
- Haag, Philipp von (1860–1930), deutscher Beamter und Präsident im württembergischen Innenministerium
- Haag, Richard (* 1909), deutscher Politiker (LDPD), MdL Sachsen-Anhalt
- Haag, Robert (1886–1958), schwäbischer Maler, Grafiker und Radierer
- Haag, Romy (* 1951), niederländisch-deutsche transsexuelle Tänzerin, Sängerin und NachtclubbesitzerinRomy Haag (* 1951)

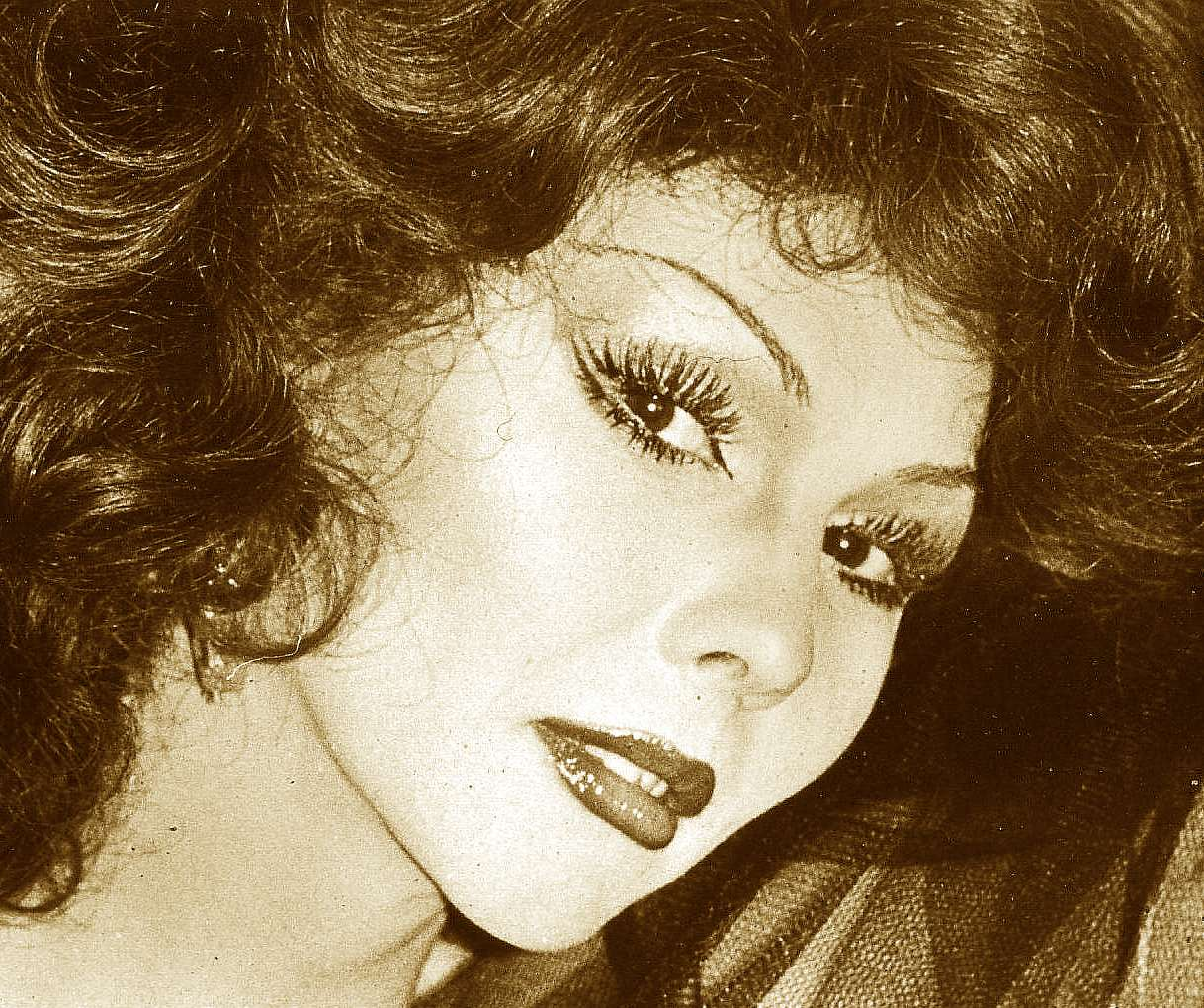
Romy Haag (* 1951)

- Haag, Rudolf (1922–2016), deutscher theoretischer Physiker
- Haag, Sabine (* 1962), österreichische Kunsthistorikerin und Museumsdirektorin
- Haag, Sebastian (1978–2014), deutscher Extremskibergsteiger und Extremskifahrer sowie Ultramarathonläufer
- Haag, Siegfried (* 1945), deutscher Rechtsanwalt und Terrorist der Roten Armee Fraktion
- Haag, Stefan (* 1963), deutscher Journalist und Buchautor
- Haag, Theodor (1901–1956), deutscher Feldhockeyspieler
- Haag, Thomas (* 1995), Schweizer Unihockeyspieler
- Haag, Toralf (* 1966), deutscher Manager
- Haag, Walter (1898–1978), deutscher Filmarchitekt, Bildhauer und Architekt
- Haag, Werner (1909–1985), deutscher Offizier der Wehrmacht und Bundeswehr
- Haag, Wilhelm (1851–1926), deutscher Weingärtner und Politiker
- Haag, Wilhelm (* 1944), deutscher Fußballspieler
- Haag, Willi (* 1947), Schweizer Politiker (FDP)
- Haag-Wackernagel, Daniel (* 1952), Schweizer Biologe
- Haaga, Dirk (1962–2006), deutscher Informatiker
- Haaga, Erwin (1914–1960), deutscher Fußballspieler
- Haaga, Vincent (* 1995), deutscher Sportschütze
- Haaga, Werner (* 1947), deutscher Fußballspieler
- Haagaas, Theodor (1873–1961), norwegischer Mathematiker, Pädagoge und Gründer und Eigentümer der privaten Gymnasium Haagaas-Schule
- Haagdoren, Alfons (* 1943), belgischer Fußballspieler
- Haagdoren, Philip (* 1970), belgischer Fußballspieler
- Haage, Carmen (* 1971), deutsche Leichtathletin
- Haage, Ernst (1901–1968), deutscher Feinmechaniker und Unternehmensgründer
- Haage, Ferdinand Friedrich (1859–1930), deutscher Gärtner und Radrennfahrer
- Haage, Friedrich Adolph (1796–1866), deutscher Gärtner und Botaniker
- Haage, Hans (1905–1998), deutsches SS-Mitglied, stellvertretender Kommandant der Durchgangslager Fossoli und Bozen
- Haage, Hermann (1912–1970), deutscher Politiker (SPD), MdB, MdEP
- Haage, Johann Nicolaus (1766–1814), deutscher Gärtner
- Haage, Johann Nicolaus (1826–1878), deutscher Kunst- und Handelsgärtner
- Haage, Johannes, deutscher Jazzmusiker (Gitarre, Komposition)
- Haage, Rolf, deutscher Geologe bzw. Mineraloge
- Haage, Steffen (* 1965), deutscher Wasserspringer
- Haage, Ulrike (* 1957), deutsche Pianistin, Klangkünstlerin, Komponistin und Hörspielautorin
- Haage, Walther (1899–1992), deutscher Gärtner, Botaniker und Sachbuchautor
- Haagen, Claude (* 1962), luxemburgischer Politiker (LSAP), Mitglied der Chambre
- Haagen, David (* 2002), österreichischer Skispringer
- Haagen, Eugen (1898–1972), deutscher Bakteriologe
- Haagen, Friedrich (1806–1879), deutscher Lehrer und Historiker
- Haagen, Hilde (1922–2003), österreichische Schauspielerin
- Haagen, Margarete (1889–1966), deutsche SchauspielerinMargarete Haagen (1889–1966)

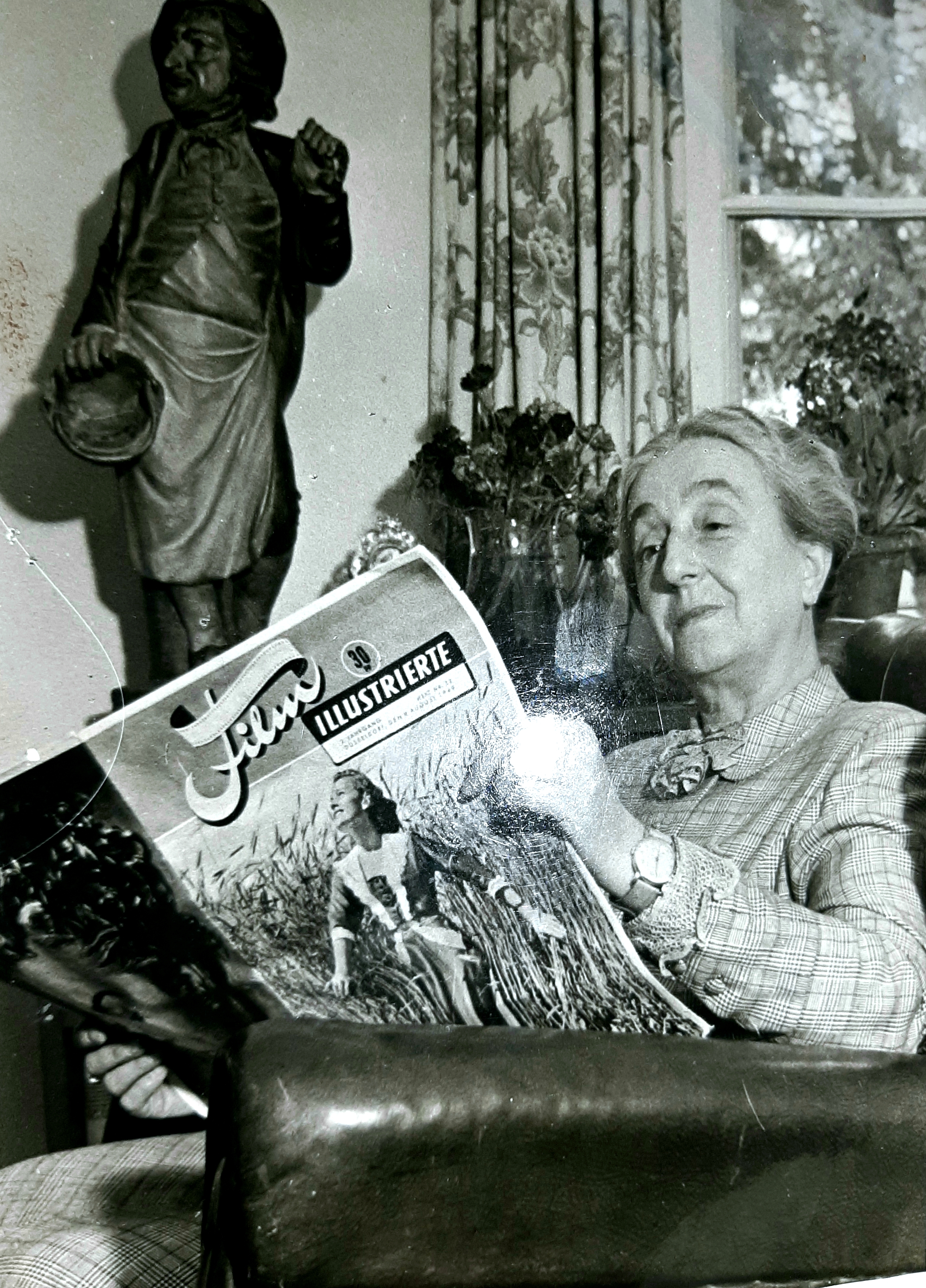
Margarete Haagen (1889–1966)

- Haagen, Marlene-Sophie (* 1991), deutsche Schauspielerin und Performerin
- Haagen, Martin (1861–1913), bayerischer Politiker der Liberalen Vereinigung
- Haagen, Søren (* 1974), dänischer Handballspieler
- Haagen, Ulrich (* 1948), deutscher Journalist
- Haagen-Schützenhöfer, Claudia (* 1975), österreichische Physikdidaktikerin
- Haagen-Smit, Arie Jan (1900–1977), niederländischer Chemiker
- Haagensen, Jonathan (* 1983), brasilianischer Schauspieler
- Haager, Christine (1938–2018), österreichische Politikerin (SPÖ), Abgeordnete zum Nationalrat
- Haager, Hans (1890–1981), österreichischer Mühlenbesitzer und Politiker (ÖVP), Nationalratsabgeordneter
- Haager, Karl (1911–2008), deutscher Jurist, Richter des Bundesverfassungsgerichts
- Haager, Philipp (* 1974), deutscher abstrakter Maler
- Haagerup, Uffe (1949–2015), dänischer Mathematiker
- Haagn, Julius (1844–1925), österreichischer Politiker, Landtagsabgeordneter

### Haah
- Haaheru, Königin der altägyptischen 6. Dynastie
- Haahtela, Joel (* 1972), finnischer Psychiater und Autor

### Haai
- HAAi, Produzentin elektronischer Tanzmusik und DJ

### Haak
- Haak, Bob (1926–2005), niederländischer Kunsthistoriker
- Haak, Christina (* 1966), deutsche Kunsthistorikerin
- Haak, Dieter (1938–2012), deutscher Politiker (SPD), MdL
- Haak, Ernst (1924–2021), deutscher Hochschullehrer FDJ- und SED-Funktionär und Politiker
- Haak, Friedhelm (* 1945), deutscher Verleger und Medienunternehmer
- Haak, Hugo (* 1991), niederländischer Bahnradsportler
- Haak, Isabelle (* 1999), schwedische Volleyballspielerin
- Haak, Jur (1891–1945), niederländischer Fußballspieler
- Haak, Justin (* 2001), US-amerikanischer Fußballspieler
- Haak, Manfred (1931–2025), deutscher Geograph und Pädagoge
- Haak, Nico (1939–1990), niederländischer SängerNico Haak (1939–1990)

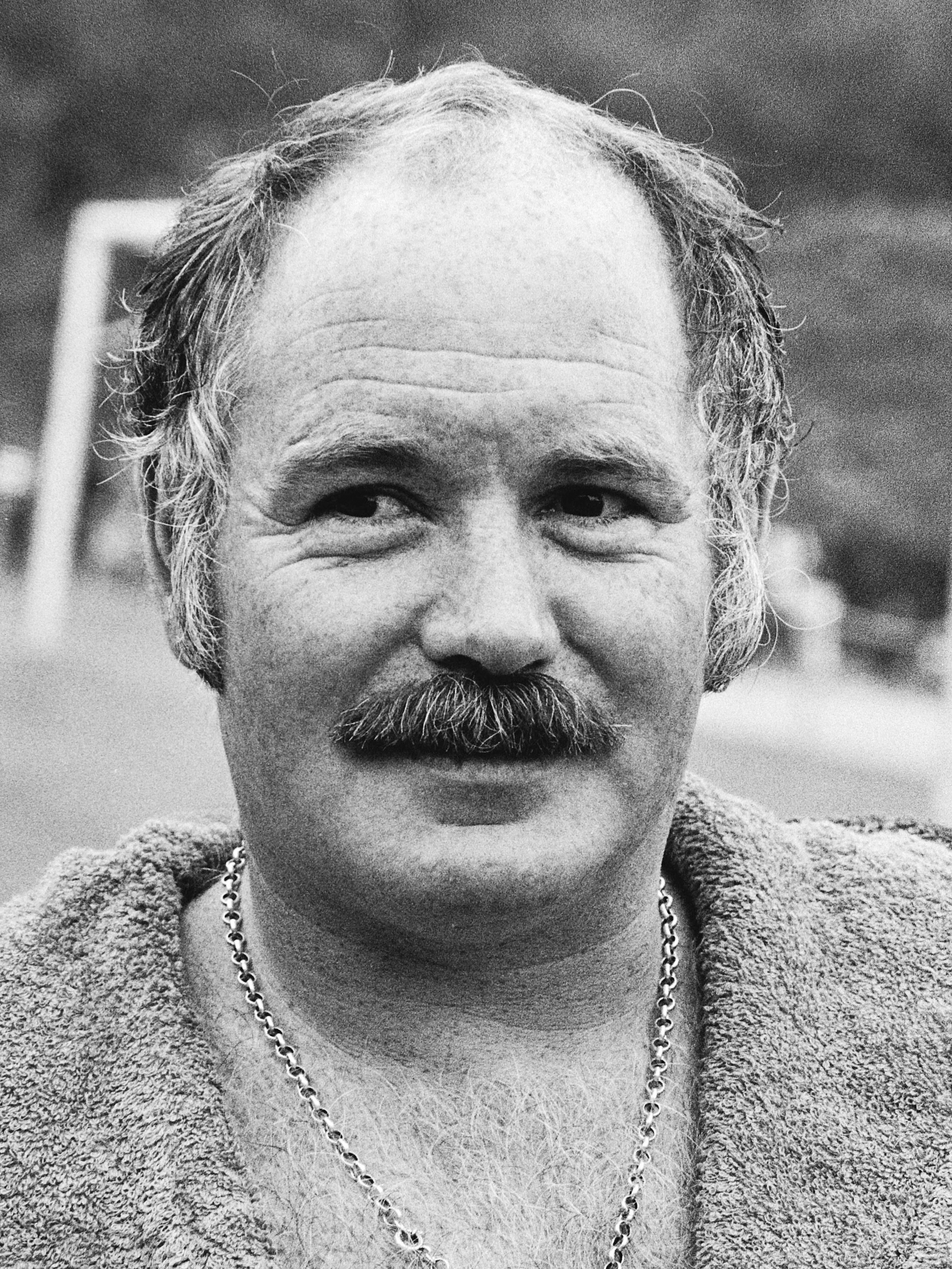
Nico Haak (1939–1990)

- Haak, Peter (1947–2008), deutscher Fußballtorhüter
- Haak, Rainer (* 1947), deutscher Buchautor
- Haak, Sikko Popta (1876–1937), niederländischer Historiker
- Haak, Theodor (1605–1690), gelehrter deutscher Calvinist
- Haak, Ute (* 1966), deutsche Leichtathletin
- Haak, Walter (1906–1966), deutscher Politiker (FDP)
- Haakana, Kari (* 1973), finnischer Eishockeyspieler
- Haake, August (1793–1864), deutscher Theaterschauspieler und -leiter
- Haake, August (1829–1906), deutscher Kaufmann, Unternehmer, Handelsrichter und Handelskammerpräsident
- Haake, August (1889–1915), deutscher Zeichner, Porträtmaler und Landschaftsmaler
- Haake, Bernd (* 1946), deutscher Eishockeytrainer
- Haake, Bernhard (1904–1993), deutscher Lehrer, Kunsterzieher, Heimatforscher und Publizist, Ehrenbürg der Stadt Rotenburg (Wümme)
- Haake, Christian (* 1969), deutscher Bildhauer und Maler
- Haake, Claus (1929–2019), deutscher Musikwissenschaftler und Chorleiter
- Haake, Erich (* 1925), deutscher Fußballtorwart
- Haake, Fritz (1941–2019), deutscher Physiker und Hochschullehrer
- Haake, Gustav (1838–1905), deutscher Gutsbesitzer und Politiker (DRP), MdR
- Haake, Heinrich (1892–1945), deutscher Politiker (NSDAP), MdR, Gauleiter
- Haake, Hermann (1899–1984), deutscher Verwaltungsbeamter und Politiker (SPD), MdL Baden-Württemberg
- Haake, Manfred (* 1943), deutscher Ruderer
- Haake, Martha (* 1915), deutsche Krankenschwester im KZ Ravensbrück
- Haake, Matthias (* 1975), deutscher Althistoriker
- Haake, Rudolf (1903–1945), deutscher Politiker (NSDAP), Oberbürgermeister von Leipzig
- Haake-Brandt, Torsten Siegfried (* 1958), deutscher bildender Künstler
- Haaker, Rudolf (* 1887), deutscher Politiker (CDU) und Landtagsabgeordneter in Mecklenburg-Vorpommern
- Haakh, Adolf (1815–1881), deutscher Klassischer Philologe
- Haakh, Alfred (1858–1946), deutscher Oberamtmann
- Haakh, Benjamin Friedrich (1778–1825), deutscher Advokat und Politiker
- Haakon, schwedischer König
- Haakon VII. (1872–1957), König von Norwegen (1905–1957)
- Haakon von Norwegen (* 1973), norwegischer Adeliger, Kronprinz von NorwegenHaakon von Norwegen (* 1973)

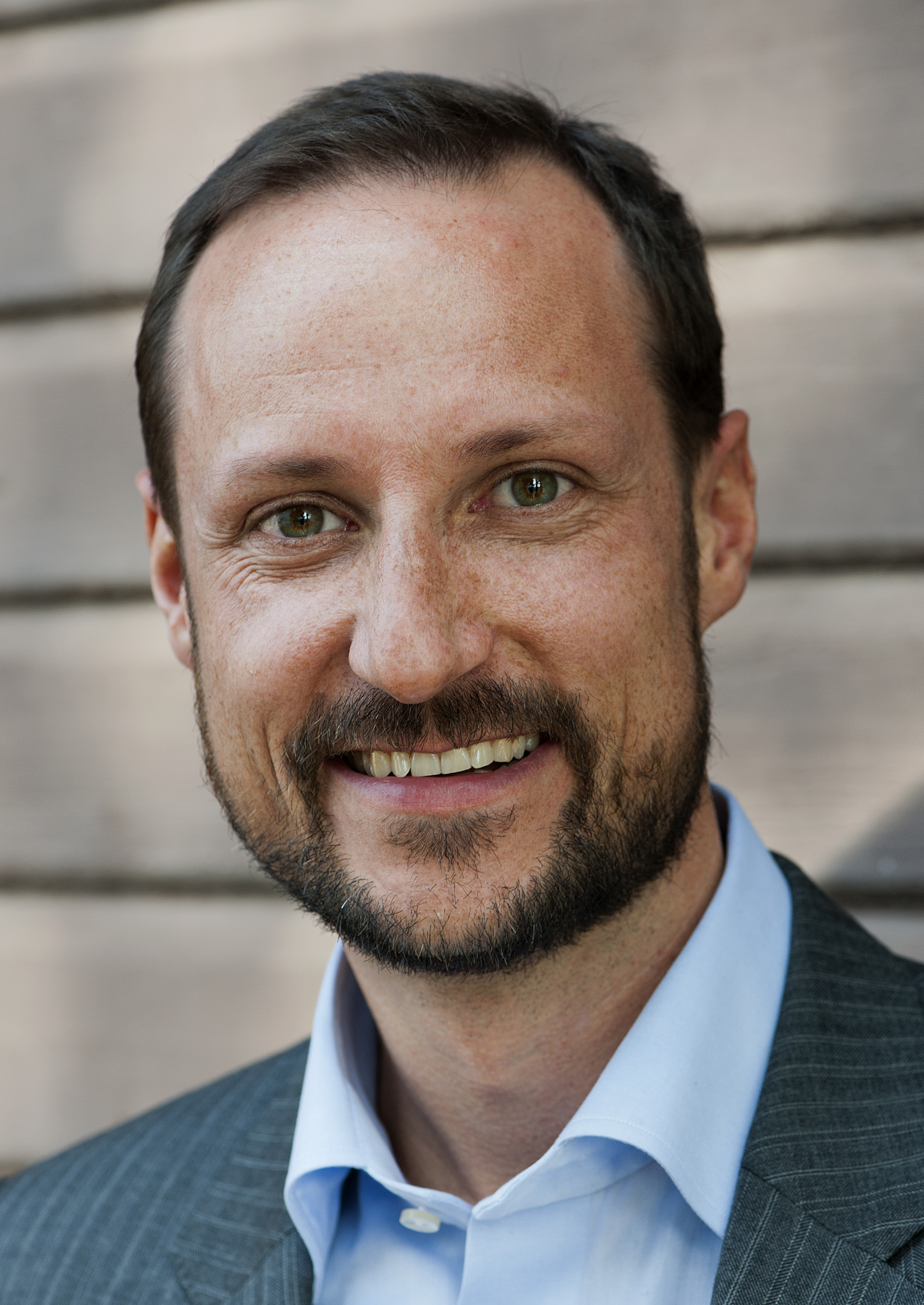
Haakon von Norwegen (* 1973)

- Haakonsen, Bent (* 1936), dänischer Diplomat
- Haakonsen, Hagbart (1895–1984), norwegischer Skilangläufer
- Haaks, Enno (* 1963), deutscher lutherischer Theologe
- Haaks, Tobias (* 1979), deutscher Opern-, Operetten-, Lied- und Oratoriensänger (Tenor)
- Haaksman, Daniel (* 1968), deutscher DJ, Musikproduzent, Journalist und Labelbetreiber

### Haal
- Haaland, Alf-Inge (* 1972), norwegischer Fußballspieler
- Haaland, Deb (* 1960), US-amerikanische Politikerin
- Haaland, Erling (* 2000), norwegischer FußballspielerErling Haaland (* 2000)
- Haaland936 (* 2006), deutscher Rapper

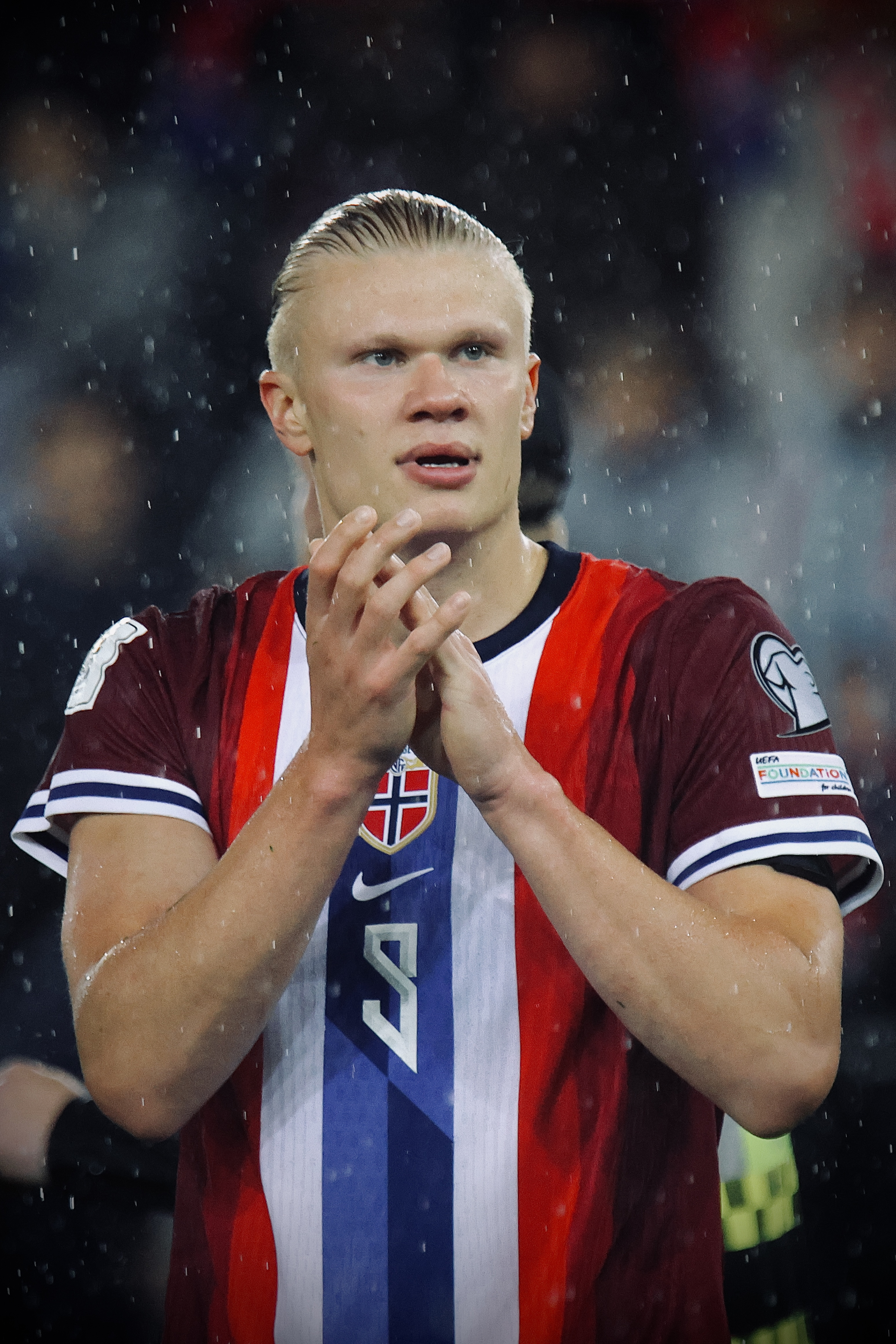
Erling Haaland (* 2000)

- Haalck, Hans (1894–1969), deutscher Geophysiker
- Haalck, Jörgen (1924–1976), deutscher Jurist und Hochschullehrer
- Haalck, Nelly (1899–1985), deutsche Politikerin in der DDR (CDU), MdV
- Haalebos, Jan Kees (1942–2001), niederländischer Archäologe
- Haalke, Magnhild (1885–1984), norwegische Autorin

### Haam
- Haamer, Eerik (* 2001), estnischer Leichtathlet
- Haamer, Harri (1906–1987), estnischer Geistlicher und Schriftsteller

### Haan
- Haan, Ada den (1941–2023), niederländische Schwimmerin
- Haan, Adrienne (* 1978), deutsch-luxemburgische Sängerin und Schauspielerin
- Haán, András (1946–2021), ungarischer Basketballspieler, Segler und Herzchirurg
- Haan, Annemiek de (* 1981), niederländische Ruderin
- Haan, Arie (* 1948), niederländischer Fußballspieler und Fußballtrainer
- Haan, Benno (1631–1720), dänischer Kunststicker
- Haan, Calvin de (* 1991), kanadischer Eishockeyspieler
- Haan, Christoph (1608–1675), deutscher Abt des Klosters Schöntal
- Haan, Edmond (1924–2018), französischer Fußballspieler und -trainer
- Haan, Ferry de (* 1972), niederländischer Fußballspieler
- Haan, Folkert de (* 1978), niederländischer Radrennfahrer
- Haan, Foppe de (* 1943), niederländischer Fußballtrainer
- Haan, Geertje Tjarks (1792–1866), Borkumer Insulanerin
- Haan, Georg († 1628), Kanzler im Hochstift Bamberg, als Hexer hingerichtet
- Haan, Gerhard de (* 1951), deutscher Erziehungswissenschaftler
- Haan, Hanna de (* 1993), deutsche Fußball-Torhüterin
- Haan, Heiner (1936–2015), deutscher Historiker
- Haan, Heinrich (1844–1909), deutscher Theologe, Philosoph und Leiter der deutschen Ordensprovinz der Jesuiten
- Haan, Heinrich de (1896–1957), deutscher Politiker
- Haan, Jacob de (* 1959), niederländischer Komponist und Musiker
- Haan, Jacob Israël de (1881–1924), niederländischer Autor und JuristJacob Israël de Haan (1881–1924)

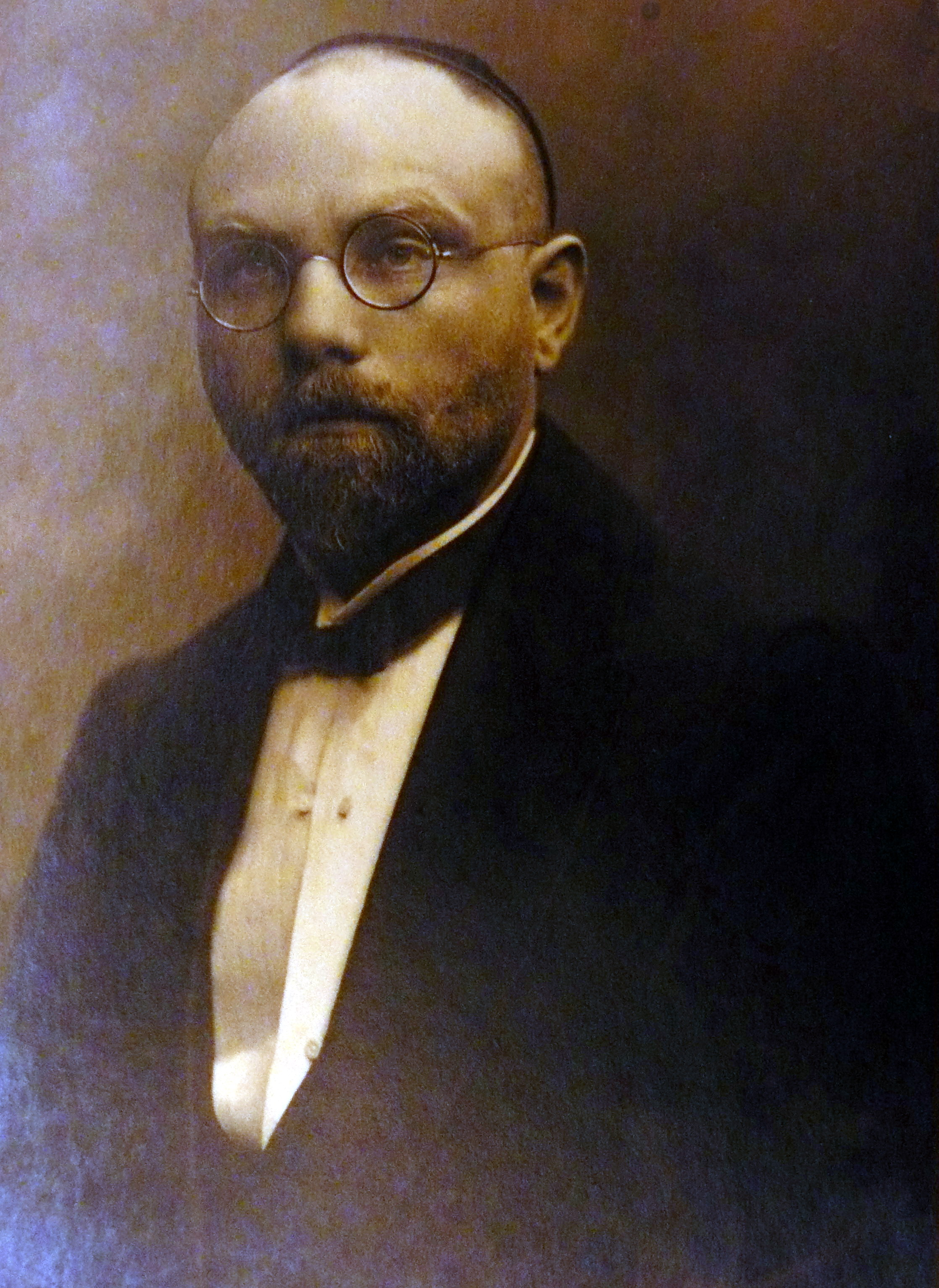
Jacob Israël de Haan (1881–1924)

- Haan, Jan de (* 1951), niederländischer Komponist und Musiker
- Haan, Jo de (1936–2006), niederländischer Radrennfahrer
- Haan, Jolijn de (* 2002), niederländische Volleyballspielerin
- Haan, Katharina († 1628), Opfer der Hexenverfolgung
- Haan, Laurens de (* 1937), niederländischer Statistiker
- Haan, Mathias Wilhelm von (1737–1816), österreichischer Staatsmann
- Haan, Meijer de (1852–1895), niederländischer Maler
- Haan, Piet (1930–2017), niederländischer Radrennfahrer
- Haan, Poul de (* 1947), niederländischer Ruderer
- Haan, Wilhelm (1801–1884), deutscher Lehrer und evangelischer Geistlicher
- Haan, Wilhem de (1801–1855), niederländischer Zoologe
- Haan, Willem de (1849–1930), niederländischer Dirigent und Komponist
- Haanappel, Joan (1940–2024), niederländische Eiskunstläuferin
- Haanches, altägyptische Königin
- Haanel, Charles F. (1866–1949), US-amerikanischer Schriftsteller
- Haanen, Adriana Johanna (1814–1895), niederländische Stillleben- und Blumenmalerin
- Haanen, Bartholomäus (1813–1895), deutscher Politiker (Zentrum), MdR
- Haanen, Casparis (1778–1849), niederländischer Maler, Zeichner und Scherenschneider sowie Kunsthändler
- Haanen, Cecil van (1844–1914), österreichischer Porträt- und Genremaler
- Haanen, Elisabeth Alida (1809–1845), niederländische Genremalerin
- Haanen, George Gillis (1807–1879), niederländischer Landschafts-, Porträt- und Genremaler
- Haanen, Karl Theodor (1892–1965), deutscher Jurist, Kaufmann, Journalist, Autor und Fotograf
- Haanen, Peter (1936–2021), deutscher katholischer Priester, Publizist und Manager
- Haanen, Remigius Adrianus (1812–1894), niederländischer später österreichischer Landschaftsmaler und Radierer
- Haanes, Sigurd (1913–1943), norwegischer Skispringer
- Haaning, Jens (* 1965), dänischer Konzeptkünstler
- Haank, Derk (* 1953), niederländischer Manager und Verlagsleiter
- Haanpää, Anne (* 1959), finnische Eishockeyspielerin und Schiedsrichterin
- Haanpää, Ari (* 1965), finnischer Eishockeyspieler
- Haanpää, Pentti (1905–1955), finnischer Schriftsteller
- Haanstra, Bert (1916–1997), niederländischer Regisseur, Drehbuchautor, Filmproduzent und Kameramann
- Haanstra, Mark (* 1974), niederländischer Jazzbassist
- Haantjes, Johannes (1909–1956), niederländischer Mathematiker

### Haap
- Haapakoski, Tapani (* 1953), finnischer Leichtathlet
- Haapala, Tuomas (* 1979), finnischer Fußballspieler
- Haapalainen, Jere (* 2004), finnischer Leichtathlet
- Haapalainen, Olli (* 1969), finnischer Automobilrennfahrer
- Haapamäki, Jani (* 1982), finnischer Ringer und Europameister im Ringen (bis 55 kg)
- Haapkylä, Minna (* 1973), finnische Schauspielerin
- Haapoja, Susanna (1966–2009), finnische Politikerin, Mitglied des Reichstags

### Haar
- Haar, Alfréd (1885–1933), ungarischer Mathematiker
- Haar, Barend Joannes ter (* 1958), niederländischer Sinologe
- Haar, Bernard ter (1806–1880), niederländischer reformierter Theologe, Kirchenhistoriker und Dichter
- Haar, Brigitte (1965–2019), deutsche Rechtswissenschaftlerin
- Haar, Dirk ter (1919–2002), niederländisch-britischer Physiker
- Haar, Eberhard (* 1947), deutscher Synchronsprecher
- Haar, Egon (* 1947), österreichischer Energiewirtschaftler
- Haar, Ernst (1925–2004), deutscher Politiker (SPD), MdB
- Haar, Frauke von der (* 1960), deutsche Volkskundlerin und KunsthistorikerinFrauke von der Haar (* 1960)

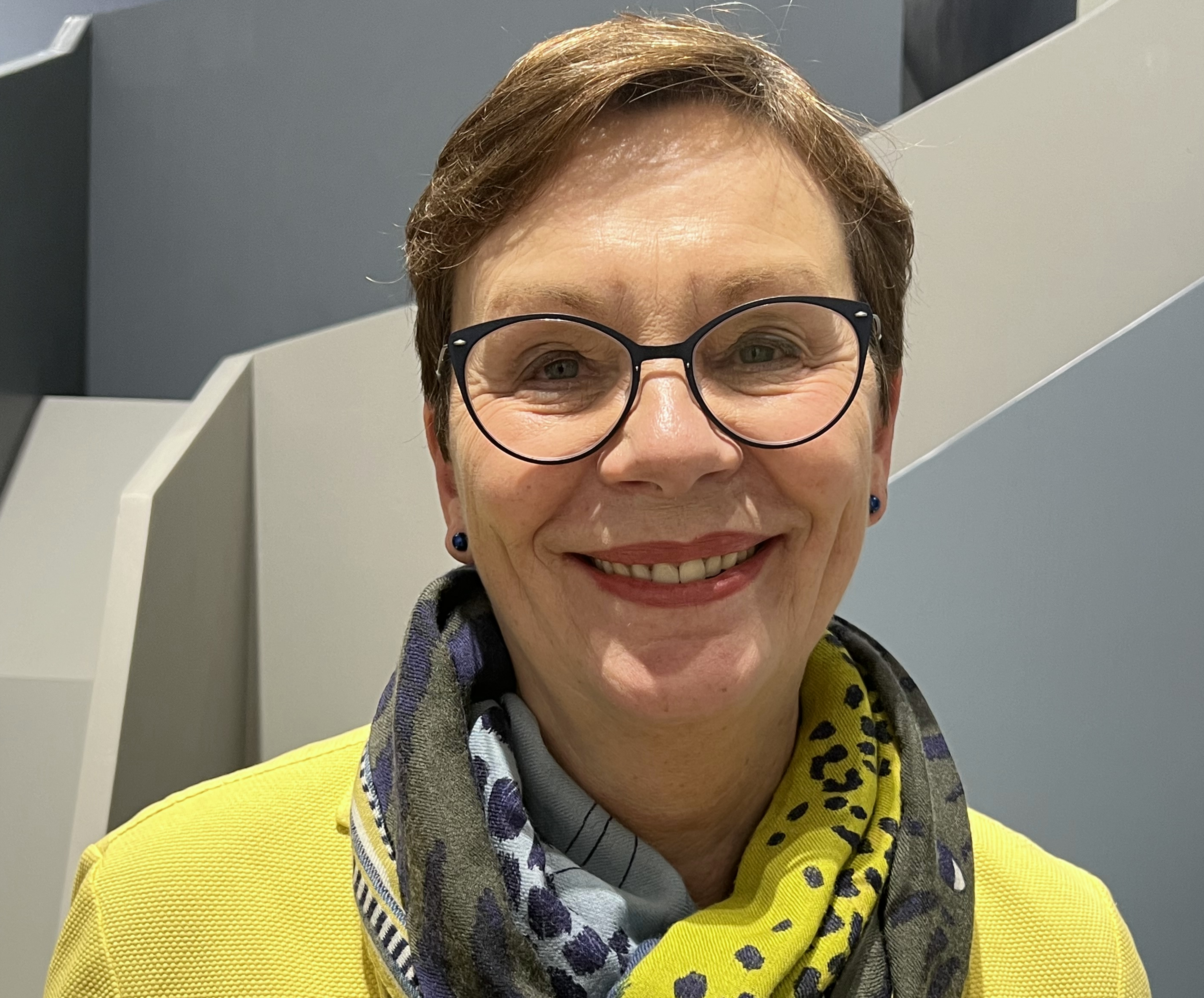
Frauke von der Haar (* 1960)

- Haar, Georg (1887–1945), deutscher Rechtsanwalt und Notar sowie Stifter
- Haar, Gerhard Bernhard van (1760–1837), deutscher Lehrer und Großvater von Friedrich Engels
- Haar, Hans van de (* 1975), niederländischer Fußballspieler
- Haar, Heinrich von der (* 1948), deutscher Soziologe, Handelslehrer und Autor
- Haar, Herman van der (1867–1938), niederländischer Kunstmaler der Düsseldorfer Schule
- Haar, Ingo (* 1965), deutscher Historiker
- Haar, Jaap ter (1922–1998), niederländischer Schriftsteller
- Haar, Jesse van de (* 2005), niederländischer Fußballspieler
- Haar, Lars van der (* 1991), niederländischer Cyclocrossfahrer
- Haar, Lucy van der (* 1994), britische Radrennfahrerin
- Haar, Martin (* 1952), niederländischer Fußballspieler und -trainer
- Haar, Rudolf van der (1913–1943), niederländischer Hockeyspieler
- Haar, Stefan, deutscher Kinderdarsteller
- Haarala, Juuso (* 1996), finnischer Skilangläufer
- Haarbeck, Ako (1932–2017), deutscher evangelischer Theologe, Pfarrer, Landessuperintendent der Lippischen Landeskirche und Autor
- Haarbeck, Hermann (1901–1975), deutscher evangelischer Theologe, Pfarrer und Seminardirektor
- Haarbeck, Lina (1871–1954), deutsche Schriftstellerin
- Haarbeck, Theodor (1846–1923), deutscher evangelischer Theologe der Gemeinschaftsbewegung
- Haarbeintner, Josef (1765–1824), Landshuter Bürgermeister
- Haarberg, Orsolya (* 1977), norwegische Naturfotografin
- Haarbo, Daniel (* 2003), dänischer Fußballspieler
- Haarbrandt, Oskar (1902–1979), deutscher Tontechniker
- Haarburger, Alice (1891–1942), deutsche Malerin
- Haarbye, Niels (* 1953), dänischer Fußballspieler
- Haarder, Bertel (* 1944), dänischer Politiker (Venstre), MdEP
- Haardt, Amrei (* 1989), deutsche SchauspielerinAmrei Haardt (* 1989)

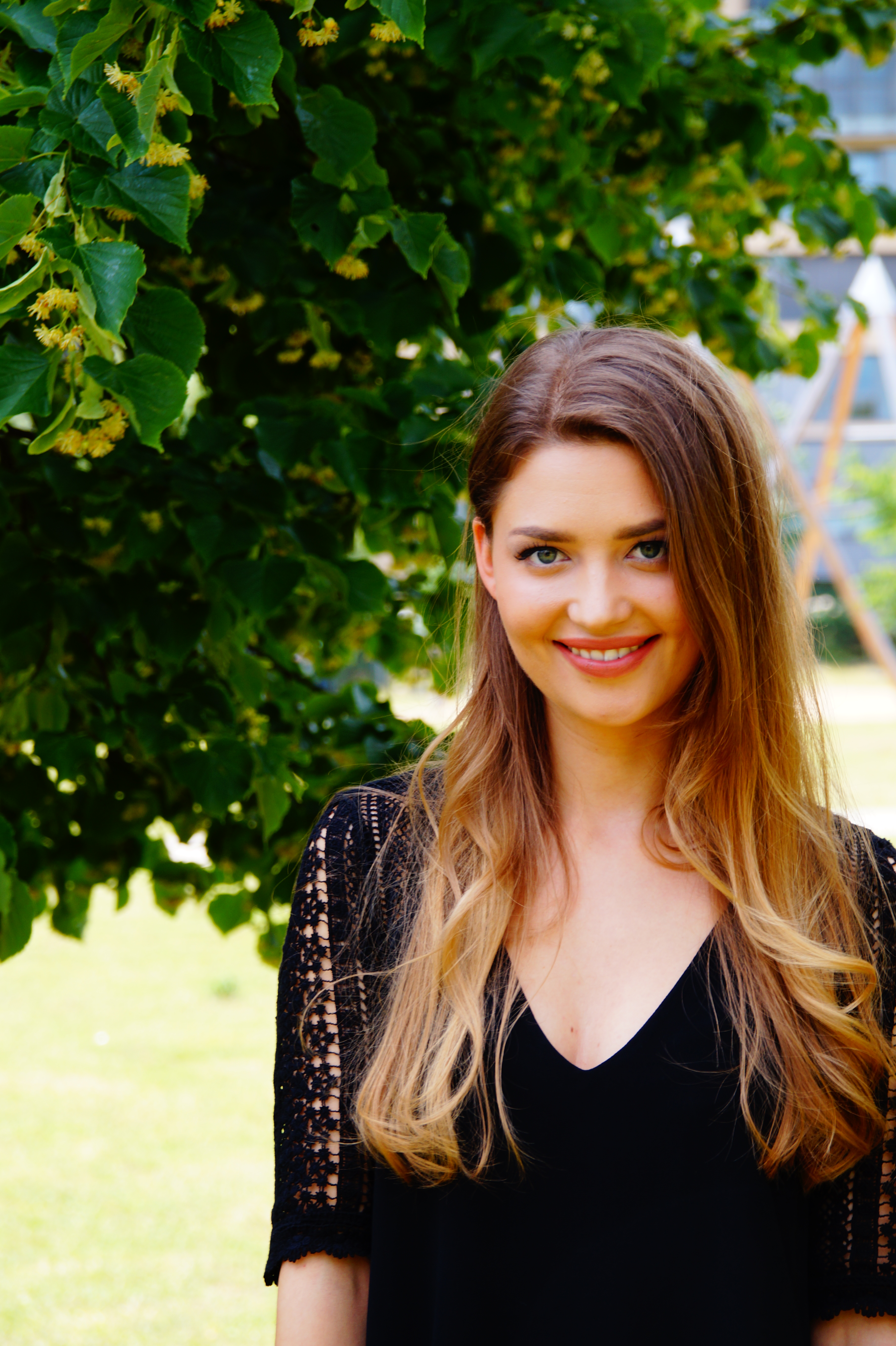
Amrei Haardt (* 1989)

- Haardt, Angela (* 1942), deutsche Kuratorin
- Haardt, Christian (* 1965), deutscher Politiker (CDU), MdL
- Haardt, Elmar (* 1974), deutscher Künstler
- Haardt, Georges-Marie (1884–1932), belgisch-französischer Geschäftsmann und Expeditionsteilnehmer
- Haardt, Robert (1884–1962), österreichischer Geograph
- Haardt, Wolf-Dieter (* 1945), deutscher Pfarrer
- Haaren, Bettina van (* 1961), deutsche Malerin, Zeichnerin, Grafikerin und Hochschullehrerin
- Haaren, Christina von (* 1954), deutsche Ökologin und Landschaftsplanerin
- Haaren, Dirk van (1878–1953), niederländischer Maler
- Haaren, Gerhard van (1926–1988), deutscher Gewerkschafter
- Haaren, Heinz van (* 1940), niederländischer Fußballspieler
- Haaren, Hinrich von (* 1964), deutscher SchriftstellerHinrich von Haaren (* 1964)

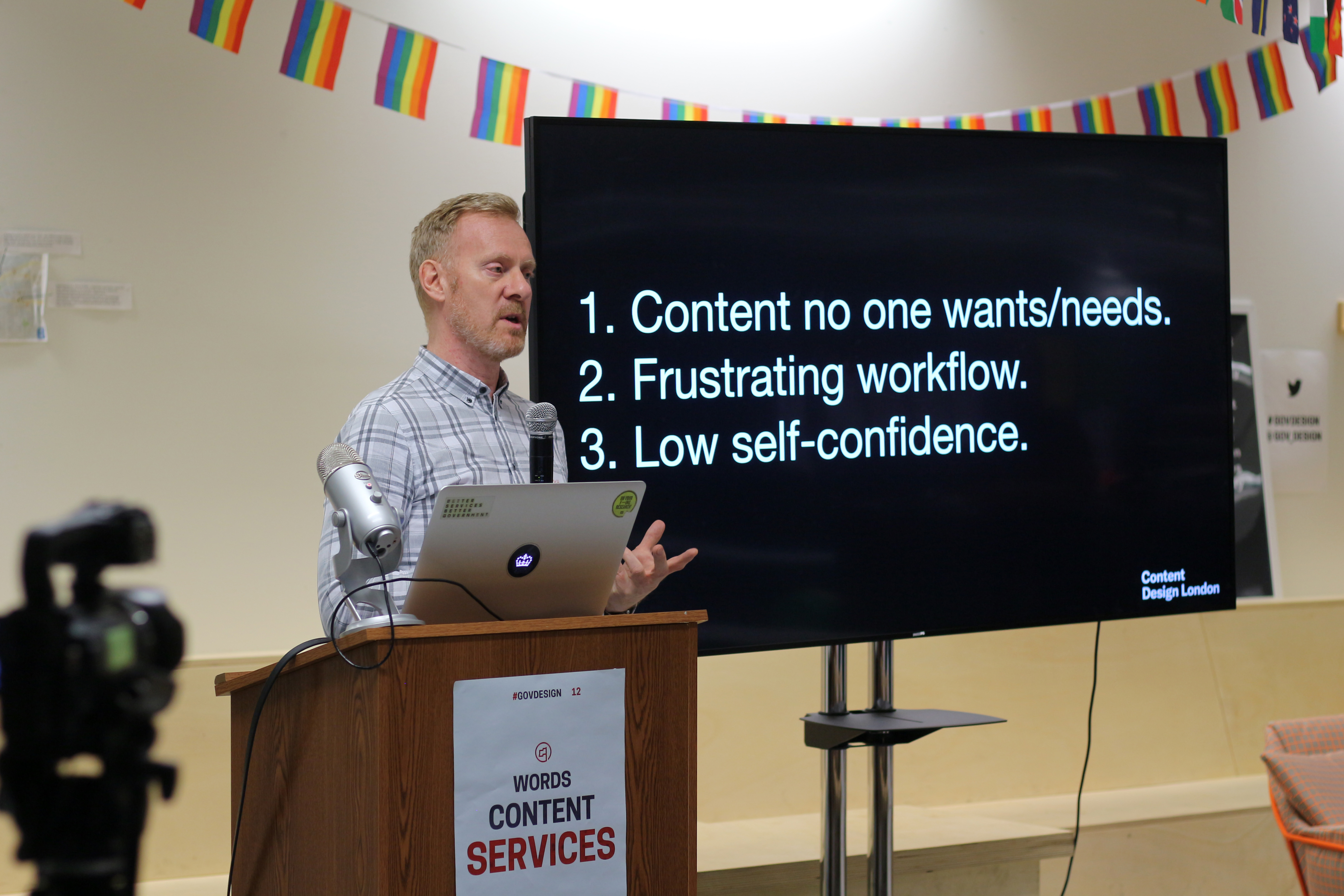
Hinrich von Haaren (* 1964)

- Haaren, Kurt van (1938–2005), deutscher Gewerkschafter
- Haaren, Marion von (* 1957), deutsche Journalistin und Fernsehmoderatorin
- Haaren, Ricky van (* 1991), niederländischer Fußballspieler
- Haarer, Dietrich (* 1938), deutscher Physiker
- Haarer, Johanna (1900–1988), böhmisch-deutsche Ärztin und Autorin von auflagenstarken Schwangeren- und Erziehungsratgebern in der Zeit des Nationalsozialismus
- Haarer, Luise (1892–1976), deutsche Hauswirtschaftslehrerin und Kochbuchautorin
- Haarhaus, Friedrich (1925–2017), deutscher Maler und Grafiker
- Haarhaus, Jacob Wilhelm (1798–1881), deutscher Unternehmer, Stadtverordneter und Handelskammerpräsident
- Haarhaus, Julius R. (1867–1947), deutscher Schriftsteller
- Haarhaus, Peter (* 1936), deutscher Offizier, Generalleutnant der Bundeswehr
- Haarhoff, Pierre (* 1932), französischer Sprinter
- Haarhuis, Paul (* 1966), niederländischer Tennisspieler
- Haarklou, Johannes (1847–1925), norwegischer Komponist, Organist, Dirigent und Musikkritiker
- Haarkötter, Hektor (* 1968), deutscher TV-Journalist, Buchautor und Medien- und Kommunikationswissenschaftler
- Haarla, Iro (* 1956), finnische Jazzmusikerin
- Haarla, Seidi (* 1984), finnische Schauspielerin
- Haarlammert, Ulrich (* 1955), deutscher Fotograf und freier Künstler
- Haarländer, Hans (* 1918), deutscher Meteorologe
- Haarländer, Stephanie (* 1961), deutsche Mittelalterhistorikerin und Hochschullehrerin
- Haarländer, Wilhelm (1893–1976), deutscher Lehrer und Geologe
- Haarlem, Daan van (* 1989), niederländischer Volleyballspieler
- Haarlem, Divara van († 1535), niederländische Anhängerin der Täuferbewegung
- Haarmann, August (1840–1913), deutscher Eisenhütten-Ingenieur und Industriemanager
- Haarmann, Carl (1823–1884), deutscher Jurist, Montan-Unternehmer und Politiker (NLP), MdR
- Haarmann, Carl (1865–1950), deutscher Industriemanager
- Haarmann, Dirk (* 1967), deutscher Kommunalbeamter und hauptamtlicher Bürgermeister
- Haarmann, Eberhard (1736–1817), deutscher Holzschnitzer und Baumeister
- Haarmann, Erich (1882–1945), deutscher Geologe
- Haarmann, Friedrich Ludwig (1798–1864), deutscher Architekt und Baubeamter (Kreisbaumeister), Gründer der Baugewerkschule Holzminden
- Haarmann, Fritz (1879–1925), deutscher SerienmörderFritz Haarmann (1879–1925)

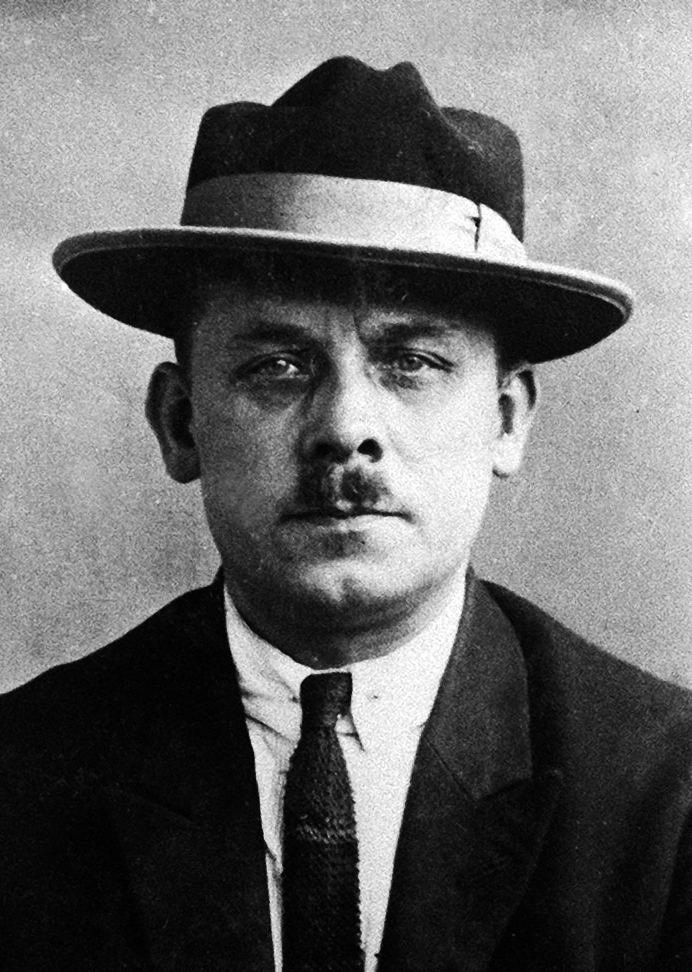
Fritz Haarmann (1879–1925)

- Haarmann, Günter (* 1938), deutscher Fußballspieler
- Haarmann, Gustav (1848–1911), deutscher Politiker und Politiker (NLP), MdR, Oberbürgermeister vom Witten
- Haarmann, Gustav (1876–1948), preußischer Verwaltungsbeamter und Landrat (DVP)
- Haarmann, Harald (* 1946), Sprachwissenschaftler und Sachbuchautor
- Haarmann, Hermann (* 1946), deutscher Kommunikationshistoriker
- Haarmann, Lorenz (* 1964), deutscher Kameramann und Filmproduzent
- Haarmann, Nils (* 1983), deutscher Dramaturg
- Haarmann, Ralf (* 1970), deutscher Komponist, Musiker und Installationskünstler
- Haarmann, Rudolf (1883–1962), deutscher Verwaltungsjurist und Kommunalbeamter
- Haarmann, Terry (* 2004), deutscher Basketballspieler
- Haarmann, Theodor (1824–1895), deutscher Architekt und preußischer Baubeamter
- Haarmann, Ulrich (1942–1999), deutscher Islamwissenschaftler
- Haarmann, Walter (* 1907), deutscher Maler, Objektkünstler und Kunsterzieher
- Haarmann, Wennemar (1914–1993), deutscher Verwaltungsjurist, Landrat im Kreis Stormarn
- Haarmann, Wilhelm (1845–1924), deutscher Staatsanwalt und Politiker
- Haarmann, Wilhelm (1847–1931), deutscher Chemiker
- Haarmann, Wilhelm (1912–1990), deutscher Politiker (CDU)
- Haarmann, Wilhelm (* 1950), deutscher Jurist und Ökonom
- Haarmeyer, Jan (* 1957), deutscher Journalist
- Haarmeyer, Paul (1928–2014), deutscher Politiker (CDU), MdHB
- Haarms, Matt (* 1997), niederländischer Basketballspieler
- Haarnagel, Werner (1907–1984), deutscher Archäologe
- Haarr, Margrethe (* 1985), norwegische Politikerin
- Haars, Kurt (1907–1973), deutscher Schauspieler und Hörspielsprecher
- Haars, Steffen (* 1980), niederländischer Schauspieler, Regisseur und Drehbuchautor
- Haars, Tim (* 1981), niederländischer Schauspieler und ModeratorTim Haars (* 1981)

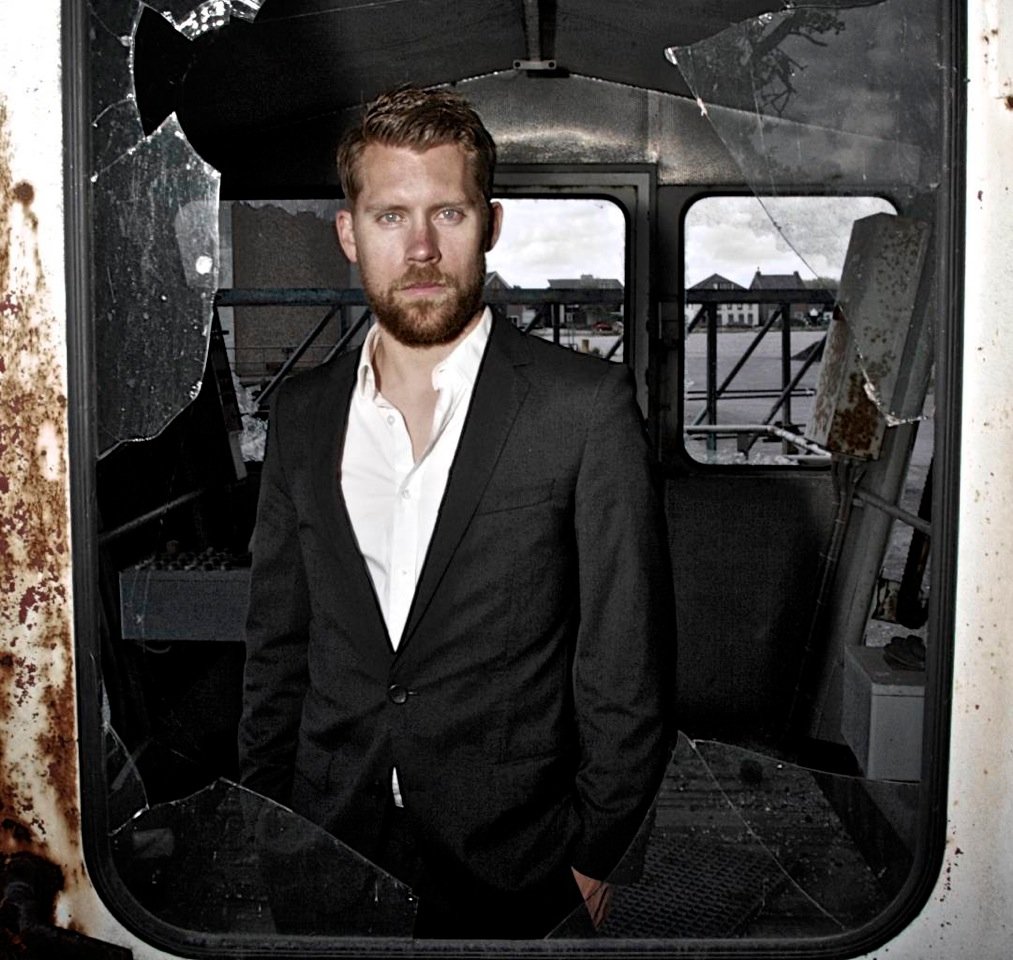
Tim Haars (* 1981)

- Haarseim, Dieter (* 1941), deutscher Fußballspieler
- Haarseim, Raymond (* 1962), deutscher Fußballspieler
- Haarsma, Frans (1921–2009), niederländischer römisch-katholischer Geistlicher, Theologe und Hochschullehrer
- Haarstad, Ragnhild Queseth (1939–2017), norwegische Politikerin
- Haarstick, Friedrich (* 1829), deutscher Maler und Fotograf
- Haartman, Lars von (1919–1998), finnischer Ornithologe und Zoologe
- Haartmann, Hermann (1747–1807), deutscher Kaufmann und Ratsherr der Hansestadt Lübeck
- Haartsen, Jaap (* 1963), niederländischer Elektroingenieur und Erfinder
- Haartti, Joanna (* 1979), finnische Schauspielerin
- Haarup Munch, Anna (* 2005), dänische Schauspielerin und Influencerin

### Haas

#### Haas V
- Haas von Hasenfels, Georg (1841–1914), Industrieller
- Haas von Teichen, Philipp (1859–1926), österreichischer Unternehmer

#### Haas, A – Haas, Z

##### Haas, A
- Haas, Adele (* 1939), österreichische Opernsängerin und Gesangspädagogin
- Haas, Adolf (* 1893), Lagerkommandant des KZ Bergen-Belsen
- Haas, Adolf (1914–1982), deutscher Biologe und Naturphilosoph
- Haas, Adrian (* 1960), Schweizer Politiker
- Haas, Alban (1877–1968), deutscher katholischer Priester und Prälat
- Haas, Albrecht (1906–1970), deutscher Jurist und Politiker (FDP), MdL, MdB, bayerischer Staatsminister
- Haas, Alexander (1906–1980), deutscher Kaufmann
- Haas, Alexander (* 1933), österreichischer Politiker (ÖVP), Landtagsabgeordneter, Mitglied des Bundesrates
- Haas, Alexander (* 1964), deutscher Biologe und Hochschullehrer
- Haas, Alexander (* 1967), deutscher Wirtschaftswissenschaftler und Hochschullehrer
- Haas, Alfred (1860–1950), deutscher Historiker, Volkskundler und Gymnasiallehrer
- Haas, Alfred (1878–1978), deutscher Chirurg
- Haas, Alfred (* 1950), deutscher Politiker (CDU), MdL
- Haas, Alma (1847–1932), Pianistin, Musikpädagogin
- Haas, Alois (1932–2023), deutscher Chemiker
- Haas, Alois Maria (1934–2025), Schweizer Germanist, Philosoph, Literaturwissenschafter und MystikforscherAlois Maria Haas (1934–2025)

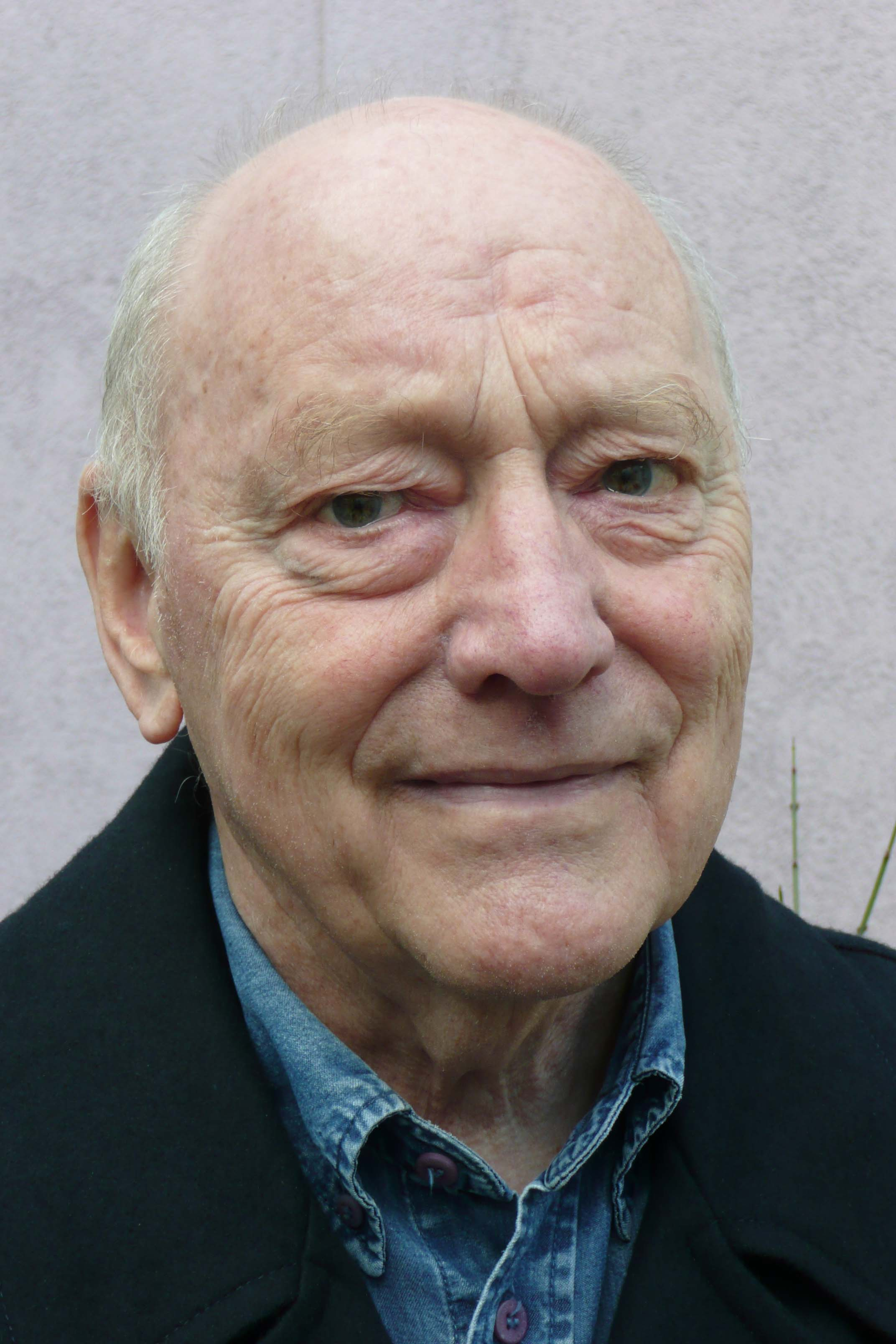
Alois Maria Haas (1934–2025)

- Haas, Andreas (* 1964), deutscher Kommunalpolitiker (CSU)
- Haas, Andreas (* 1982), deutscher Fußballspieler
- Haas, Anette (* 1961), deutsche Künstlerin und Hochschullehrerin
- Haas, Anja (* 1971), österreichische Skirennläuferin
- Haas, Anna-Maria (1909–1996), österreichische Gerechte unter den Völkern
- Haas, Anton, preußischer Kreissekretär und Landrat
- Haas, Arno (* 1965), deutscher Jazz-Saxophonist, Komponist, Musikproduzent, Artists and Repertoire Manager und Musikverleger
- Haas, Arthur Erich (1884–1941), österreichischer Physiker
- Haas, August (1881–1945), deutscher Gewerkschafter und Politiker (SPD)
- Haas, August (1882–1931), deutscher Jurist und Diplomat
- Haas, August Rudolf de (1864–1931), deutscher Theologe und Pfarrer in Saarlouis

##### Haas, B
- Haas, Barbara (* 1966), österreichische Frauenfunktionärin
- Haas, Barbara (* 1996), österreichische Tennisspielerin
- Haas, Ben (1926–1977), US-amerikanischer Schriftsteller
- Haas, Bepp (1917–1996), Schweizer Maler und Grafiker
- Haas, Bernhard (* 1964), deutscher Organist, Musiktheoretiker und Hochschullehrer
- Haas, Bernt (* 1978), Schweizer Fußballspieler
- Haas, Bill (* 1982), US-amerikanischer Golfer
- Haas, Brigitte (* 1964), liechtensteinische Juristin und Politikerin (VU), Regierungschefin von LiechtensteinBrigitte Haas (* 1964)

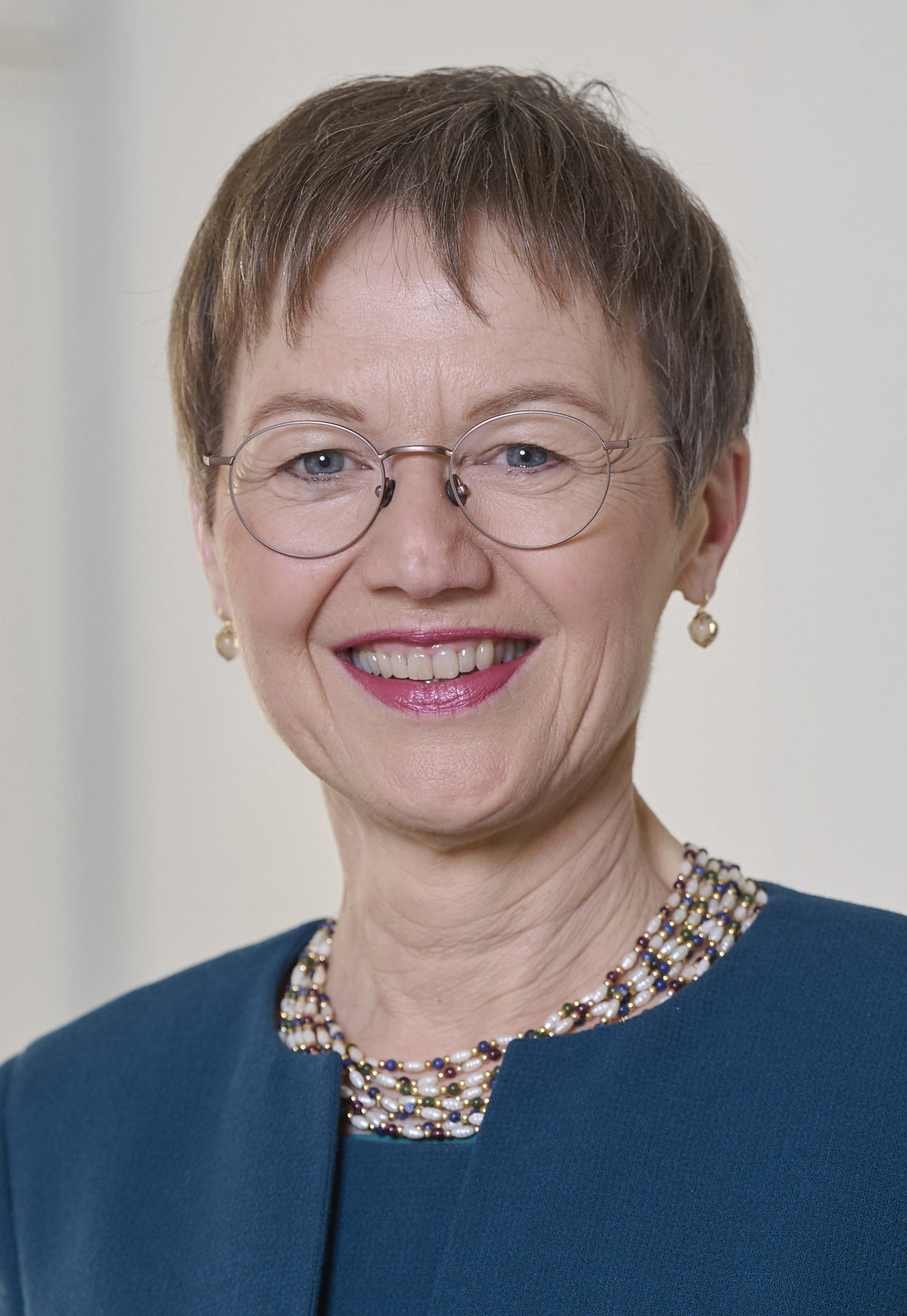
Brigitte Haas (* 1964)

##### Haas, C
- Haas, Carl (1804–1883), deutscher Pfarrer, Journalist und theologischer Autor
- Haas, Carl (1825–1880), österreichischer Künstler, steirischer Landesarchäologe und Metallwarenfabrikant
- Haas, Carl (1844–1921), deutscher Unternehmer
- Haas, Carl de (1817–1875), deutscher Auswanderer und Siedlungspionier
- Haas, Carl Friedrich von (1794–1884), württembergischer Oberamtmann und Landtagsabgeordneter
- Haas, Centa (1908–1976), deutsche Pädagogin und Politikerin (CSU), MdB
- Haas, Charles F. (1913–2011), US-amerikanischer Film- und Fernsehregisseur
- Haas, Charlie (* 1972), US-amerikanischer Wrestler
- Haas, Christian (1956–2004), deutscher MusikerChristian Haas (1956–2004)

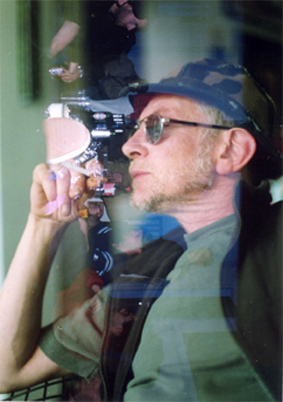
Christian Haas (1956–2004)

- Haas, Christian (* 1958), deutscher Sprinter
- Haas, Christian (* 1974), deutscher Industriedesigner
- Haas, Christian (* 1978), deutscher Fußballspieler
- Haas, Christian Karl August von (1779–1841), deutscher Theologe
- Haas, Christl (1943–2001), österreichische Skirennläuferin
- Haas, Christoph, böhmischer Stadtvogt, Kämmerer und Bergmeister
- Haas, Christoph (* 1953), deutscher Musiker, Komponist, Rhythmuslehrer
- Haas, Christoph (* 1992), österreichischer Fußballspieler
- Haas, Claudia Maria (* 1965), österreichische Schauspielerin
- Haas, Colin (* 1996), liechtensteinischer Fussballspieler
- Haas, Conrad (1509–1576), Militärtechniker und Raketenpionier

##### Haas, D
- Haas, Daniel (* 1983), deutscher Fußballspieler
- Haas, David (* 1957), US-amerikanischer Schriftsteller und Komponist zeitgenössischer katholischer liturgischer Musik
- Haas, David (* 2001), österreichisch-thailändischer Fußballspieler
- Haas, Derek (* 1970), US-amerikanischer Buch- und DrehbuchautorDerek Haas (* 1970)

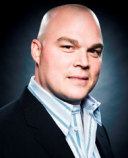
Derek Haas (* 1970)

- Haas, Diethard (* 1942), deutscher Politiker (CDU)
- Haas, Diether (1921–2012), deutscher Verwaltungsjurist und Hamburger Staatsrat
- Haas, Dietrich von (1727–1797), preußischer Generalmajor
- Haas, Dolly (1910–1994), deutschamerikanische Schauspielerin

##### Haas, E
- Haas, Earle (1885–1981), amerikanischer Osteopath, Erfinder des Tampons
- Haas, Eduard (1897–1989), österreichischer Geschäftsmann
- Haas, Eduard (* 2003), österreichischer Fußballspieler
- Haas, Elise (1878–1960), deutsche Lyrikerin
- Haas, Emil (1903–1977), deutscher Beamter und Politiker (SPD)
- Haas, Emmerich (1896–1955), österreichischer Politiker (ÖVP), Landtagsabgeordneter im Burgenland
- Haas, Ernst (1784–1864), deutscher Unternehmer
- Haas, Ernst (* 1899), sudetendeutscher Kommunalpolitiker (SdP)
- Haas, Ernst (1901–1979), deutscher Jurist und Politiker (SPD), MdL
- Haas, Ernst (* 1908), Schweizer Ruderer
- Haas, Ernst (1921–1986), österreichisch-amerikanischer Fotograf
- Haas, Ernst B. (1924–2003), US-amerikanischer Politologe
- Haas, Ernst Otto (1912–1984), deutscher Politiker (CDU), MdL
- Haas, Erwin (* 1945), deutscher Ruderer
- Haas, Esther (* 1956), Schweizer Politikerin (ALG)
- Haas, Eugen (1916–1995), deutscher Unternehmer und Handballfunktionär
- Haas, Evelyn (* 1949), deutsche Juristin, Richterin des Bundesverfassungsgerichts

##### Haas, F
- Haas, Fabian (* 1967), deutscher Entomologe
- Haas, Ferdinand (* 1940), deutscher Hürdenläufer
- Haas, Frans de (* 1963), niederländischer Klassischer Philologe und Philosophiehistoriker
- Haas, Franz (1895–1955), deutscher Ökonom und Hochschullehrer
- Haas, Franz (1904–1989), deutscher Politiker (SPD), MdL Bayern
- Haas, Franz (1948–2004), niederösterreichischer Künstler
- Haas, Franz (* 1955), österreichischer Literaturwissenschaftler
- Haas, Franz (* 1960), österreichischer Journalist und Fachbuchautor
- Haas, Friederike de (1944–2019), deutsche Politikerin (CDU), MdL, Landesministerin in Sachsen
- Haas, Friedrich (1811–1886), Orgelbauer
- Haas, Friedrich (1846–1912), deutscher Jurist und Politiker
- Haas, Friedrich (1884–1940), deutscher Politiker (DVP)
- Haas, Friedrich (1896–1988), deutscher Jurist und Politiker (CDU)
- Haas, Friedrich Wilhelm Ernst (1815–1865), deutscher Eisenhüttenfabrikant
- Haas, Frithjof (1922–2013), deutscher Kapellmeister und Musikwissenschaftler
- Haas, Fritz (1823–1900), deutscher Unternehmer, Mitglied des Nassauischen Kommunallandtags
- Haas, Fritz (1886–1969), deutschamerikanischer Malakologe
- Haas, Fritz (1890–1968), österreichischer Architekt
- Haas, Fritz (1903–1977), deutscher Verwaltungsjurist, Landrat und Ministerialbeamter

##### Haas, G
- Haas, Gaëtan (* 1992), Schweizer Eishockeyspieler
- Haas, Gallus († 1540), Abt im Kloster St. Blasien
- Haas, Gene (* 1952), US-amerikanischer UnternehmerGene Haas (* 1952)

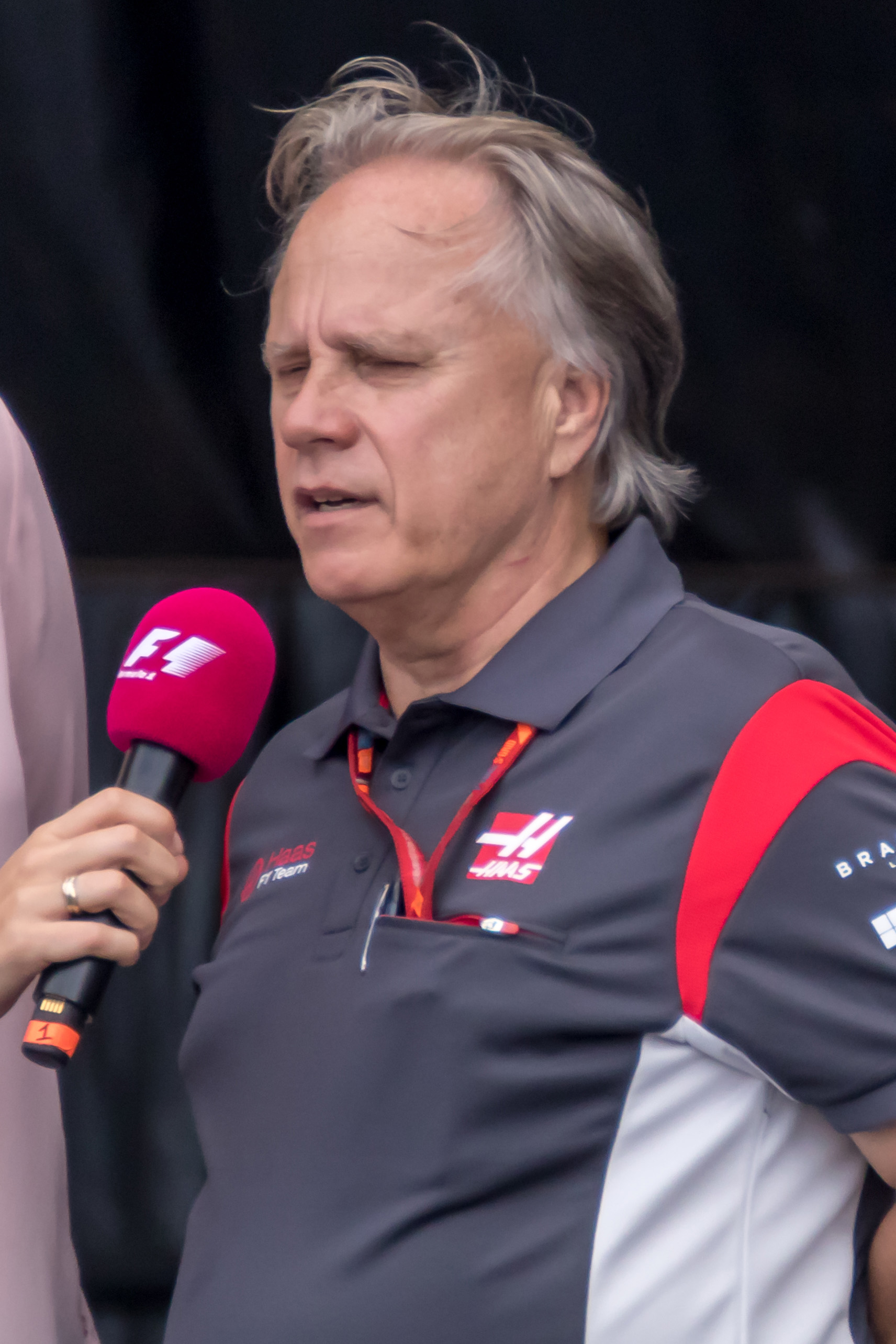
Gene Haas (* 1952)

- Haas, Georg († 1817), deutscher Kupferstecher
- Haas, Georg (1835–1898), Landtagsabgeordneter Großherzogtum Hessen
- Haas, Georg (1886–1971), deutscher Arzt, Erfinder der Blutwäsche
- Haas, Georg (1905–1981), israelischer Herpetologe und Paläontologe österreichischer Herkunft
- Haas, Georg (* 1978), deutscher Meteorologe und Moderator
- Haas, Georg Friedrich (* 1953), österreichischer Komponist
- Haas, Gerda (* 1965), österreichische Hürdenläuferin und Sprinterin
- Haas, Gerda-Maria (* 1942), deutsche Politikerin (SPD), MdL
- Haas, Gerhard (1923–2006), deutscher Zoologe und Zoodirektor
- Haas, Gernot (* 1978), österreichischer Schauspieler, Kabarettist, Moderator und Dialektkünstler
- Haas, Giulio (* 1956), Schweizer Diplomat
- Haas, Gonca de (* 1985), deutsche Schauspielerin
- Haas, Gottfried (1943–2016), deutscher Diplomat
- Haas, Gustav (1886–1933), Gewerkschaftssekretär in Osnabrück
- Haas, Gustav-Adolf (1935–2013), deutscher Politiker (SPD), MdL

##### Haas, H
- Haas, Hagen (* 1972), deutscher Drehbuchautor und Schriftsteller
- Haas, Hannes (1957–2014), österreichischer Medien- und Kommunikationswissenschaftler und Hochschullehrer
- Haas, Hanns (* 1943), österreichischer Historiker
- Haas, Hanns-Stephan (* 1958), deutscher evangelischer Theologe
- Haas, Hans (1868–1934), deutscher Religionswissenschaftler
- Haas, Hans (1889–1957), deutscher Altphilologe
- Haas, Hans (1904–2003), deutscher Autor und Mykologe
- Haas, Hans (1906–1973), österreichischer Gewichtheber
- Haas, Hans (* 1957), österreichischer Koch
- Haas, Hans Josef (* 1956), deutscher Verwaltungsjurist
- Haas, Hans-Dieter (* 1943), deutscher Hochschullehrer, Wirtschaftsgeograph
- Haas, Hans-Peter (* 1935), deutscher Pionier des künstlerischen Siebdrucks
- Haas, Harald (* 1968), deutscher Informatiker
- Haas, Haymo (* 1957), liechtensteinischer Fussballspieler
- Haas, Heinrich (1885–1910), deutscher Kapitän, Pilot und Luftfahrtpionier
- Haas, Heinrich (1890–1953), österreichischer Filmproduzent
- Haas, Helge (* 1961), deutscher Journalist und Fernsehmoderator
- Haas, Helmut (* 1950), österreichischer Politiker (FPK), Landtagsabgeordneter
- Haas, Herbert (1910–1999), deutscher Bibliothekar und Direktor der Universitätsbibliothek Mannheim
- Haas, Herbert (1928–2006), österreichischer Lehrer und Politiker (SPÖ), Abgeordneter zum Nationalrat
- Haas, Herbert (1934–2011), deutscher Architekt, Kreisheimatpfleger, Autor und Politiker (ÖDP)
- Haas, Herbert K. (* 1954), deutscher Versicherungsmanager
- Haas, Hermann (1878–1935), deutscher Architekt, Maler und Keramiker
- Haas, Herta (1907–2007), deutsche Übersetzerin, Frauenrechtlerin und Mitbegründerin von Terre des Femmes
- Haas, Herta (1914–2010), jugoslawische PartisaninHerta Haas (1914–2010)

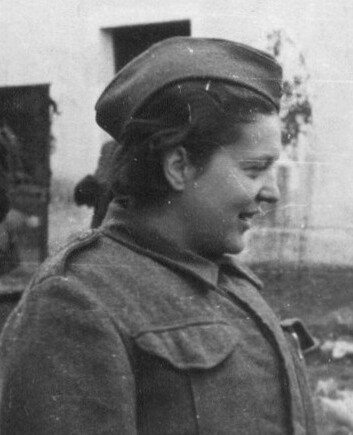
Herta Haas (1914–2010)

- Haas, Hippolyt (1855–1913), deutscher Paläontologe und Geologe
- Haas, Hugo (1901–1968), tschechischer Schauspieler und Regisseur

##### Haas, I
- Haas, Ildefons (1735–1791), deutscher Musiker und Benediktiner
- Haas, Isidor (* 1971), Schweizer Skilangläufer

##### Haas, J
- Haas, Jacob de (1872–1937), Journalist und Zionist
- Haas, Jakob Bernhard (1753–1828), deutscher Instrumentenbauer und Erfinder
- Haas, Jana (* 1975), deutsche Schwimmerin
- Haas, Jana (* 1979), deutsch-russische SachbuchautorinJana Haas (* 1979)

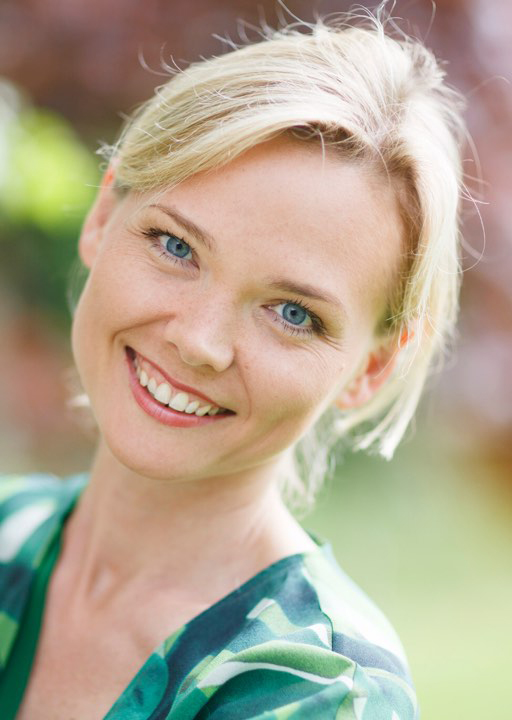
Jana Haas (* 1979)

- Haas, Jay (* 1953), US-amerikanischer Golfer
- Haas, Jean-François (* 1952), Schweizer Schriftsteller
- Haas, Jens Oliver (* 1967), deutscher Autor, Drehbuch- und Textschreiber
- Haas, Johan de (1897–1945), niederländischer Autor, Antimilitarist und Anarchist
- Haas, Johann Baptist (1732–1791), deutscher Kupferstecher
- Haas, Johann Christoph (1753–1829), österreichischer Kunstmaler
- Haas, Johann Daniel (1731–1798), deutscher Tabakfabrikant
- Haas, Johann Daniel (1780–1849), deutscher Tabakfabrikant und Abgeordneter, Landtagsabgeordneter Herzogtum Nassau
- Haas, Johann Gottfried (1737–1815), deutscher Altphilologe, Hebraist, Romanist, Grammatiker und Lexikograf
- Haas, Johann Otto (1906–1944), österreichischer Widerstandskämpfer
- Haas, Johannes (1851–1908), deutscher Reichsgerichtsrat
- Haas, Johannes (1931–2004), deutscher Musiker, Komponist, Herausgeber und Chorleiter
- Haas, Johannes Hubertus Leonardus de (1832–1908), niederländischer Landschafts- und Tiermaler
- Haas, Jonas (1720–1775), deutscher Kupferstecher
- Haas, Jörg (* 1968), deutscher Leichtathlet
- Haas, Jörg-Dieter (1938–2012), deutscher Dramaturg, Theaterregisseur und Theaterintendant
- Haas, José de (1877–1956), niederländischer Ordensgeistlicher, Bischof von Araçuaí
- Haas, Josef (1863–1929), deutscher Romanist, Sprachwissenschaftler und Literaturwissenschaftler
- Haas, Josef (1937–2024), Schweizer Skilangläufer und -trainer sowie Politiker
- Haas, Josef von (1847–1896), Generalkonsul Österreich-Ungarns in Shanghai
- Haas, Joseph (1879–1960), deutscher KomponistJoseph Haas (1879–1960)

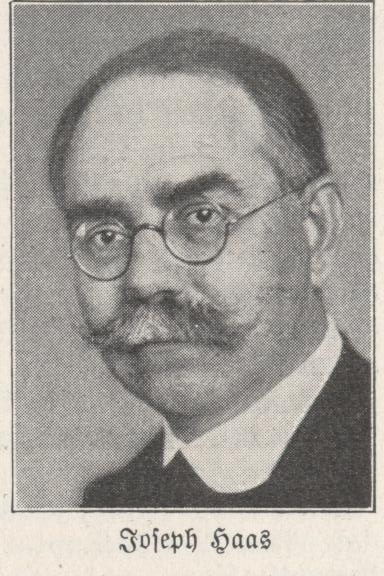
Joseph Haas (1879–1960)

- Haas, Josephine (1783–1846), deutsche Wohltäterin
- Haas, Joshua (* 1994), deutscher American-Football-Spieler
- Haas, Július (* 1948), slowakischer Eishockeyspieler und -trainer
- Haas, Jürgen (* 1964), deutscher Trickfilmregisseur

##### Haas, K
- Haas, Karl (1831–1895), österreichischer Landschaftsmaler und Panoramazeichner
- Haas, Karl (1869–1946), deutscher Apotheker und Fabrikant
- Haas, Karl (1878–1949), österreichisch-deutscher Offizier und SA-Führer
- Haas, Karl Franz Lubert (1722–1789), deutscher Historiker, Theologe, Philosoph und Kirchenhistoriker
- Haas, Karl Nikolaus (1920–1991), deutscher Heraldiker, Grafiker und Verwaltungsbeamter
- Haas, Karl Otto (1949–1993), österreichischer Mörder
- Haas, Karl-Friedrich (1921–2010), deutscher Unternehmer im elektrotechnischen Handwerk
- Haas, Karl-Friedrich (1931–2021), deutscher Leichtathlet und Olympiamedaillengewinner

##### Haas, L
- Haas, Ladislav (1904–1986), tschechoslowakischer Psychoanalytiker
- Haas, Laura (* 1956), US-amerikanische Informatikerin
- Haas, Leo (1817–1882), deutscher Ingenieur und Unternehmer
- Haas, Leo (1901–1983), deutscher Zeichner und Karikaturist
- Haas, Leonhard (1833–1906), Schweizer Geistlicher, Bischof von Basel
- Haas, Leonhard (1908–2000), Schweizer Archivar und langjähriger Leiter des Schweizerischen Bundesarchivs
- Haas, Leonhard (* 1982), deutscher Fußballspieler
- Haas, Lionel (* 1971), deutscher Jazzmusiker (Piano)
- Haas, Ludwig (1875–1930), deutscher Politiker (DDP), MdR
- Haas, Ludwig (1933–2021), deutscher Schauspieler
- Haas, Lukas (* 1976), US-amerikanischer SchauspielerLukas Haas (* 1976)

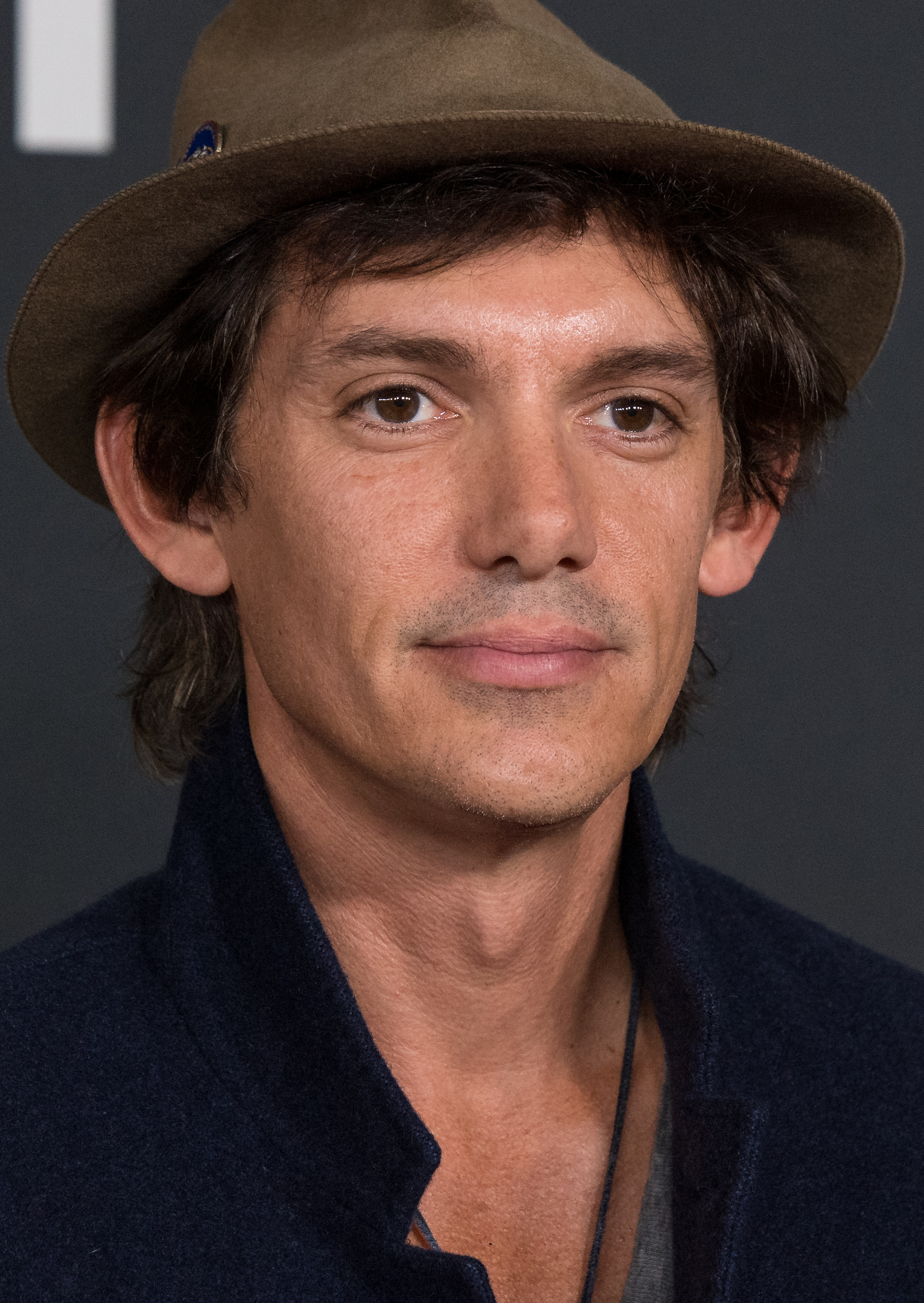
Lukas Haas (* 1976)

- Haas, Lukas (* 1988), Schweizer Eishockeyspieler
- Haas, Lukas (* 1995), österreichischer Schauspieler und Musiker

##### Haas, M
- Haas, Madeleine (* 2004), deutsche Schauspielerin
- Haas, Manfred (* 1940), deutscher Fußballfunktionär, Präsident des VfB Stuttgart (2000–2003)
- Haas, Manuel (* 1996), österreichischer Fußballspieler
- Haas, Maria Victoria (* 1980), Schweizer Radio- und Fernsehjournalistin (SRG SSR) und Moderatorin
- Haas, Marie Bernhard (1844–1919), deutsch-französischer Mediziner, Politiker und Mitglied des Deutschen Reichstags
- Haas, Mario (* 1974), österreichischer Fußballspieler
- Haas, Mario (* 1992), österreichischer Politiker (SPÖ), Landtagsabgeordneter (Oberösterreich)
- Haas, Marius (* 1945), deutscher Diplomat
- Haas, Markus (* 1959), liechtensteinischer Fussballspieler
- Haas, Markus (* 1972), deutscher ManagerMarkus Haas (* 1972)

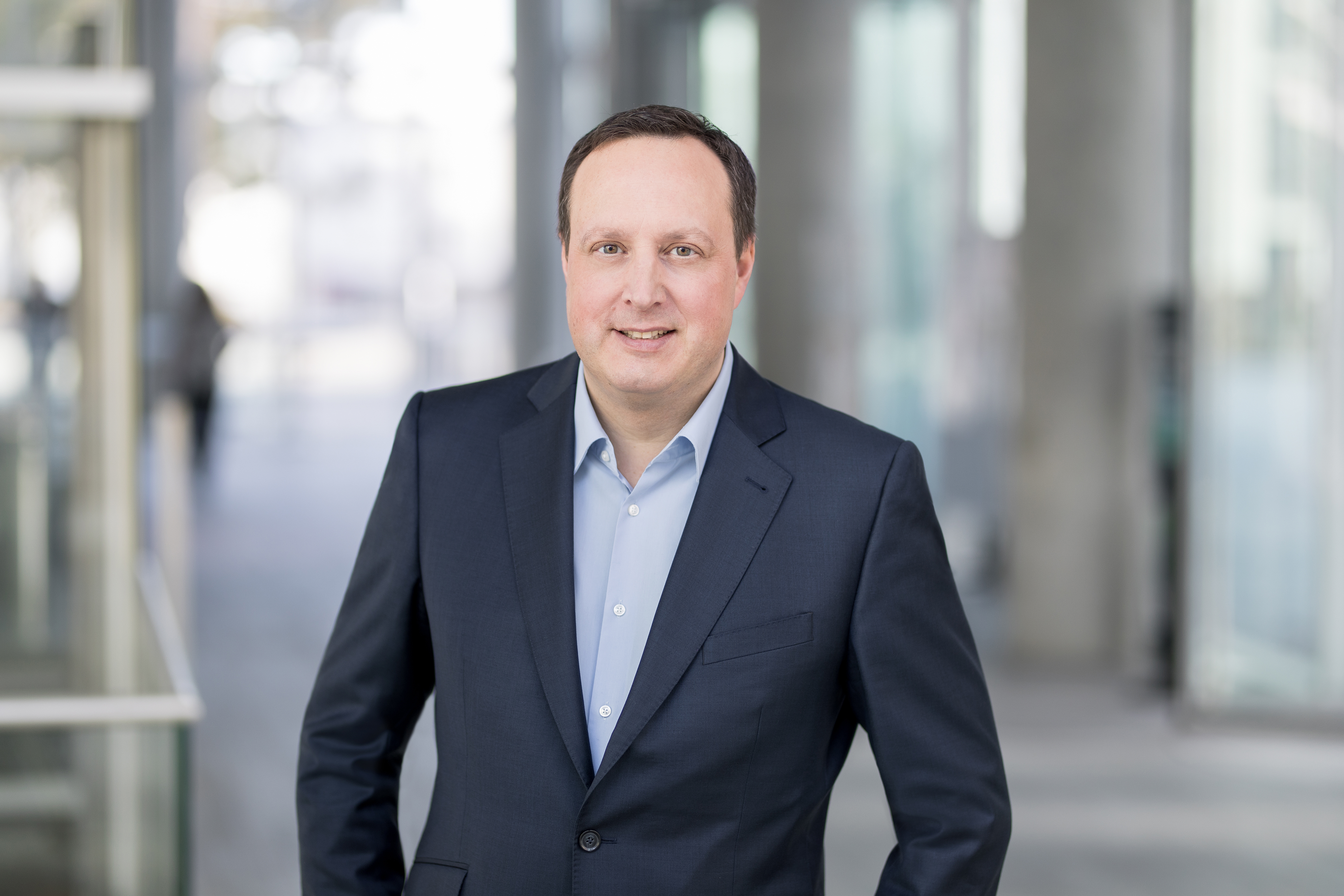
Markus Haas (* 1972)

- Haas, Martin (1935–2019), Schweizer Historiker und Politiker (FDP)
- Haas, Martin (* 1959), deutscher Musikproduzent, Komponist und Rugby-Nationalspieler
- Haas, Martin (1962–2018), deutscher Journalist und Fernsehmoderator
- Haas, Mary (1910–1996), US-amerikanische Sprachwissenschaftlerin
- Haas, Mauritz de (1832–1895), niederländisch-amerikanischer Marinemaler
- Haas, Max (1847–1927), deutsch-österreichischer Architekt des Späthistorismus
- Haas, Max (1943–2018), Schweizer Musikwissenschaftler und Hochschullehrer
- Haas, Maximilian (* 1985), deutscher Fußballspieler
- Haas, Meike (* 1970), deutsche Autorin
- Haas, Meno (1752–1833), deutscher Kupferstecher
- Haas, Michael (1810–1866), Bischof der römisch-katholischen Kirche von Sathmar
- Haas, Michael (* 1954), britisch-österreichischer Musikproduzent
- Haas, Michael (* 1963), deutscher Fußballspieler
- Haas, Michael (* 1965), deutscher Journalist, Rundfunk-Moderator und Leiter des SWR3-Studios Mainz
- Haas, Michael Franz (1906–1942), österreichischer Widerstandskämpfer
- Haas, Michaela (* 1970), deutsche Journalistin und FernsehmoderatorinMichaela Haas (* 1970)

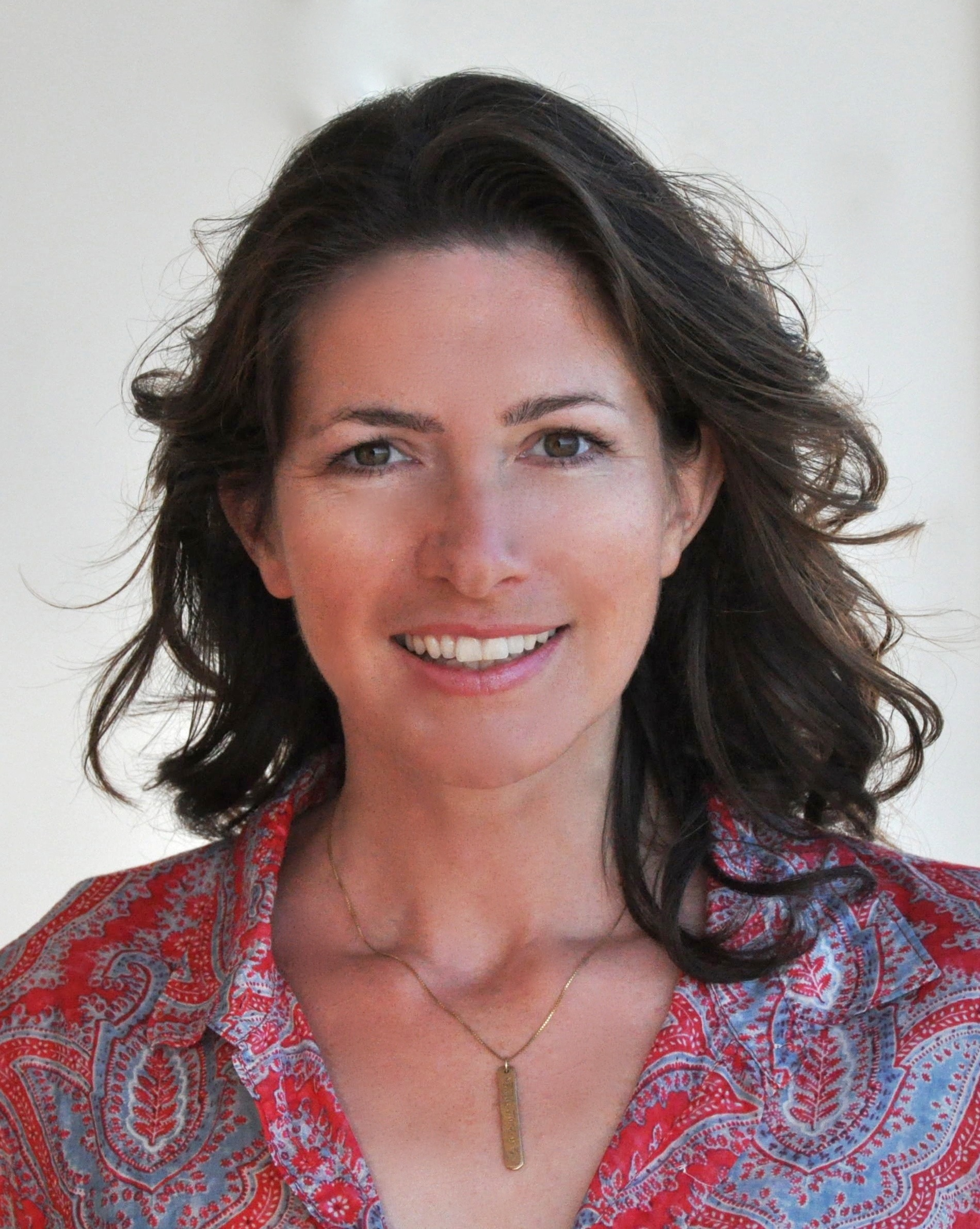
Michaela Haas (* 1970)

- Haas, Mika (* 2005), deutscher Fußballspieler
- Haas, Modestus (* 1963), liechtensteinischer Fußballspieler
- Haas, Monika (* 1948), deutsche Terroristin
- Haas, Monique (1909–1987), französische Pianistin

##### Haas, N
- Haas, Nathan (* 1989), australischer Straßenradrennfahrer
- Haas, Nicolas (* 1996), Schweizer Fußballspieler
- Haas, Nicolaus (1665–1715), lutherischer Theologe, Pastor und Erbauungsschriftsteller
- Haas, Nikolaus (1779–1855), deutscher katholischer Geistlicher und Historiker
- Haas, Nikolaus (* 1964), deutscher Kinderarzt (Pädiater) und Kinderkardiologe
- Haas, Norbert (* 1946), deutscher Unfallchirurg und Hochschullehrer

##### Haas, O
- Haas, Odo (1931–2019), deutscher Benediktinermönch, Abt von Waegwan
- Haas, Olga de (1944–1978), niederländische Tänzerin
- Haas, Oswin (* 1955), deutscher Musikpädagoge, Pianist und Komponist
- Haas, Otto (1864–1930), deutscher Generalleutnant der Reichswehr, Freikorpsführer
- Haas, Otto (1872–1960), deutscher Unternehmer in der Chemischen Industrie
- Haas, Otto (1874–1955), deutsch-britischer Musikantiquar
- Haas, Otto (1887–1976), österreichischer Paläontologe und Rechtsanwalt
- Haas, Otto Rudolf (1878–1956), deutscher Unternehmer in der Stahlindustrie

##### Haas, P
- Haas, Patrick (* 1981), deutscher Politiker (SPD)Patrick Haas (* 1981)

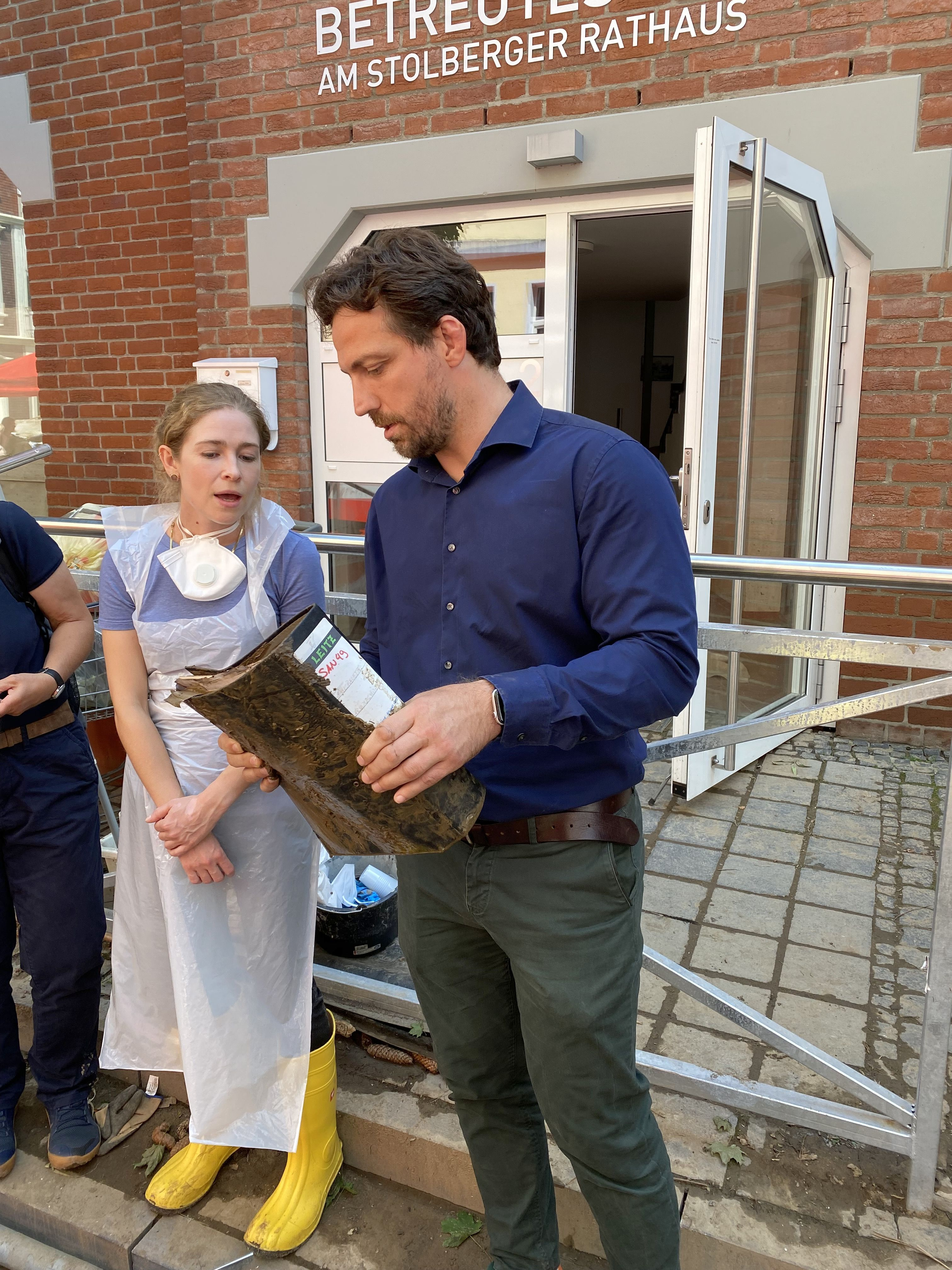
Patrick Haas (* 1981)

- Haas, Patrick (* 1993), österreichischer Fußballspieler
- Haas, Paul Gerhard de (1907–1976), deutscher Gartenbauwissenschaftler
- Haas, Pavel (1899–1944), tschechisch- und deutschsprachiger Komponist
- Haas, Peter, deutscher Kupferstecher
- Haas, Peter (1940–2023), deutscher Autor von Mundarttexten, Aufsätzen und Übersetzungen
- Haas, Peter M. (* 1951), deutscher Musiker, Akkordeonist und Musikpädagoge
- Haas, Philipp (1791–1870), österreichischer Unternehmensgründer
- Haas, Philipp (1854–1903), deutscher Redakteur und hessischer Politiker (SPD)
- Haas, Philipp de (1884–1935), deutscher Rabbiner, oldenburgischer Landesrabbiner (1929–1935)
- Haas, Pieter (* 1963), niederländischer Manager

##### Haas, R
- Haas, Ragani (* 1969), deutsche Künstlerin
- Haas, Rainer (* 1956), deutscher Jurist und Neuphilologe, Landrat des Landkreises Ludwigsburg
- Haas, Reimund (1949–2023), deutscher Kirchenhistoriker
- Haas, Renate (* 1946), deutsche Anglistin und Hochschullehrerin
- Haas, Richard (1910–1988), deutscher Hygieniker, Bakteriologe und Hochschullehrer
- Haas, Richard (1911–1949), deutscher römisch-katholischer Geistlicher, Steyler Missionar und Märtyrer
- Haas, Richard (* 1936), US-amerikanischer Wandmaler
- Haas, Robert (1886–1960), österreichischer Musikwissenschaftler und Dirigent
- Haas, Robert (1898–1997), österreichisch-US-amerikanischer Kalligraf, Typograf, Fotojournalist, Kunstsammler und Grafiker
- Haas, Robert (* 1964), deutscher Komponist und Liedermacher für Kinderlieder und Neue Geistliche Lieder
- Haas, Robert Bartlett (1916–2010), US-amerikanischer Literaturwissenschaftler
- Haas, Robert M. (1889–1962), US-amerikanischer Filmarchitekt
- Haas, Rochus (1837–1903), österreichischer Bildhauer
- Haas, Roland (* 1949), deutscher Kulturmanager, Dramaturg, Regisseur und Autor
- Haas, Roland (* 1958), österreichischer Künstler
- Haas, Rosalinde (* 1932), deutsche Organistin
- Haas, Rostislav (* 1968), deutscher Eishockeytorwart
- Haas, Rüdiger (* 1969), deutscher Tennisspieler
- Haas, Rudolf (1843–1916), deutscher Montanunternehmer, Besitzer der Neuhoffnungshütte bei Sinn
- Haas, Rudolf (1849–1927), österreichisch-deutscher Schauspieler, Operettensänger (Bariton) und Regisseur
- Haas, Rudolf (1877–1943), österreichischer Schriftsteller
- Haas, Rudolf (1901–1987), deutscher Fabrikant und Heimatforscher
- Haas, Rudolf (1922–2004), deutscher Anglist
- Haas, Rudolf (* 1937), österreichischer Maler, Zeichner, Grafiker und Objektkünstler
- Haas, Rudolf (* 1955), österreichisch-deutscher Politiker (Bündnis 90/Die Grünen)
- Haas, Rudolf de (1870–1944), deutscher evangelischer Pfarrer und Schriftsteller

##### Haas, S
- Haas, Sascha (* 1990), deutscher Politiker (SPD), MdL
- Haas, Sebastian (* 1992), Schweizer Künstler
- Haas, Shira (* 1995), israelische SchauspielerinShira Haas (* 1995)

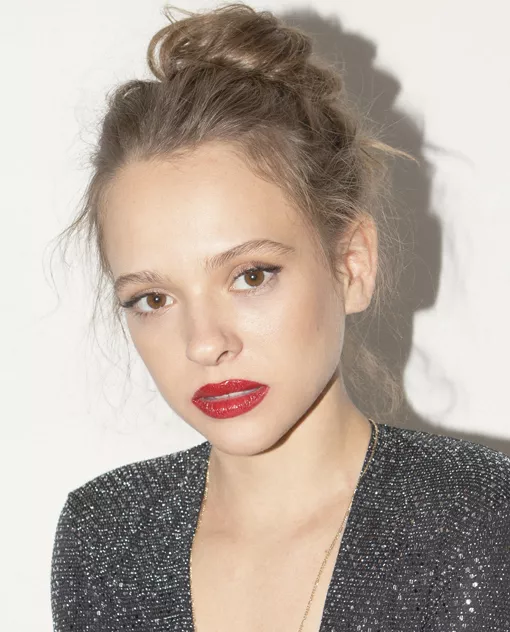
Shira Haas (* 1995)

- Haas, Siegfried (1921–2011), deutscher Künstler
- Haas, Siegfried (1958–2013), deutscher Künstler und Bildhauer
- Haas, Sina (* 1992), deutsche Tennisspielerin
- Haas, Stefan (* 1962), deutscher Historiker
- Haas, Stefan (* 1965), österreichischer Maschinenbauingenieur und Manager
- Haas, Stefan (* 1994), deutscher Fußballspieler
- Haas, Steffen (* 1988), deutscher Fußballspieler

##### Haas, T
- Haas, Thea de (1885–1976), deutsche Malerin und Schriftstellerin
- Haas, Theodor (1848–1911), deutscher Philatelist
- Haas, Theodor (1859–1939), deutscher Gymnasialprofessor und Historiker
- Haas, Thomas (* 1996), deutscher Tischfußballspieler
- Haas, Thorsten (* 1966), deutscher Fußballtrainer
- Haas, Tobias (* 1973), deutscher Filmeditor
- Haas, Tommy (* 1978), US-amerikanisch-deutscher Tennisspieler und -funktionärTommy Haas (* 1978)

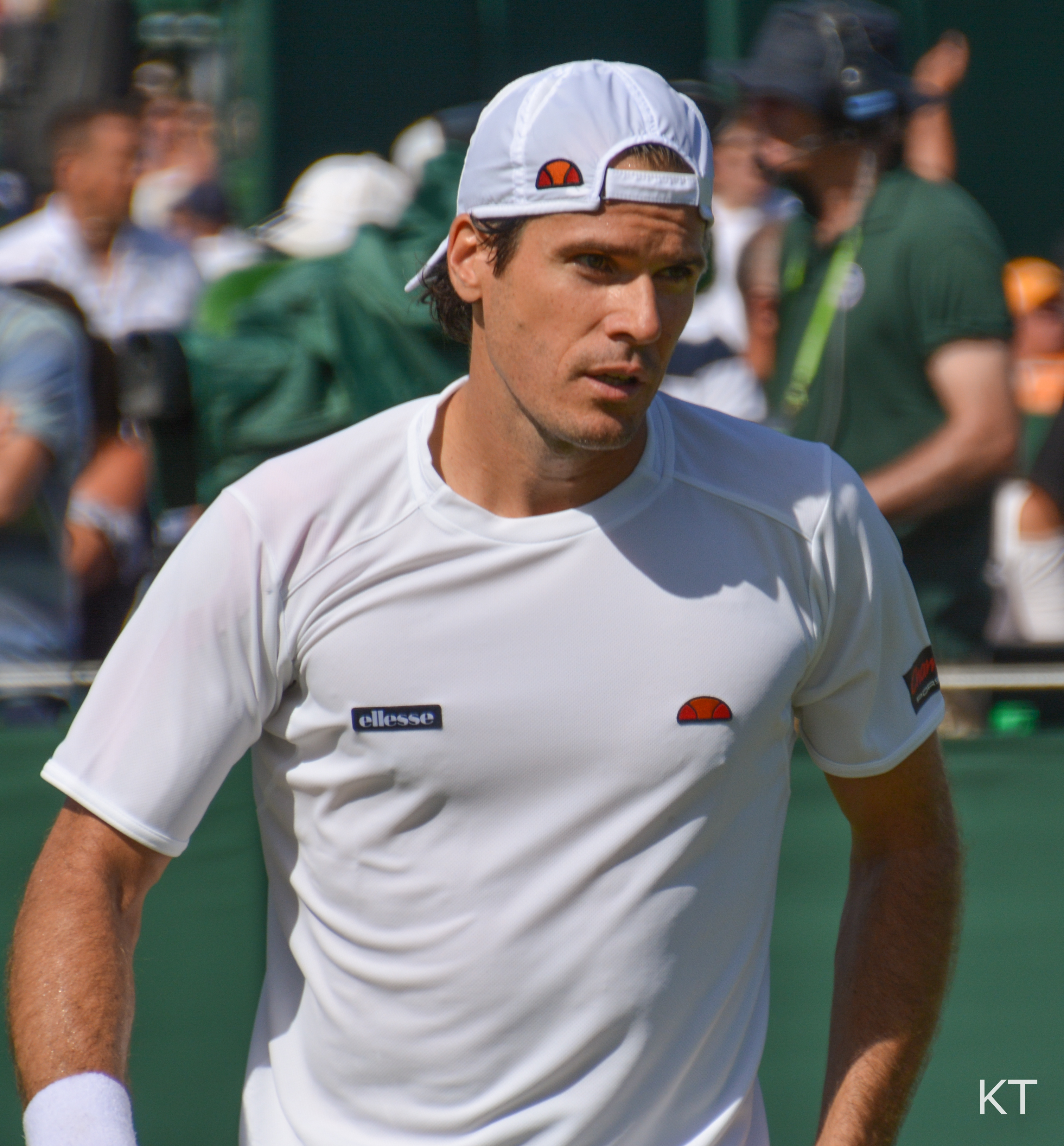
Tommy Haas (* 1978)

- Haas, Townley (* 1996), US-amerikanischer Schwimmer
- Haas, Traudel (* 1945), deutsche Synchronsprecherin und Schauspielerin
- Haas, Troy de (* 1979), australischer Orientierungsläufer

##### Haas, U
- Haas, Ulrich (* 1964), deutscher Jurist und Professor
- Haas, Ursula (* 1943), deutsche Schriftstellerin und Librettistin
- Haas, Uwe (* 1964), deutscher Fußballspieler

##### Haas, V
- Haas, Viktor (1882–1964), österreichisch-tschechoslowakischer Arbeits- und Sozialversicherungsrechtler und sozialdemokratischer Politiker
- Haas, Volker (* 1963), deutscher Rechtswissenschaftler
- Haas, Volkert (1936–2019), deutscher Altorientalist

##### Haas, W
- Haas, Walter (1920–1996), deutscher Politiker (SPD), MdL
- Haas, Walter (1928–2005), deutscher Bauforscher und Denkmalpfleger
- Haas, Walter (1941–2022), deutscher Gewerkschaftsfunktionär
- Haas, Walter (* 1942), Schweizer Germanist und Hochschullehrer
- Haas, Walter A. (1889–1979), US-amerikanischer Manager
- Haas, Walter de (1864–1931), deutscher Ministerialbeamter und Diplomat
- Haas, Walter Luc († 2001), Schweizer Journalist und Spielekritiker
- Haas, Waltraut (1927–2025), österreichische Schauspielerin und SängerinWaltraut Haas (1927–2025)

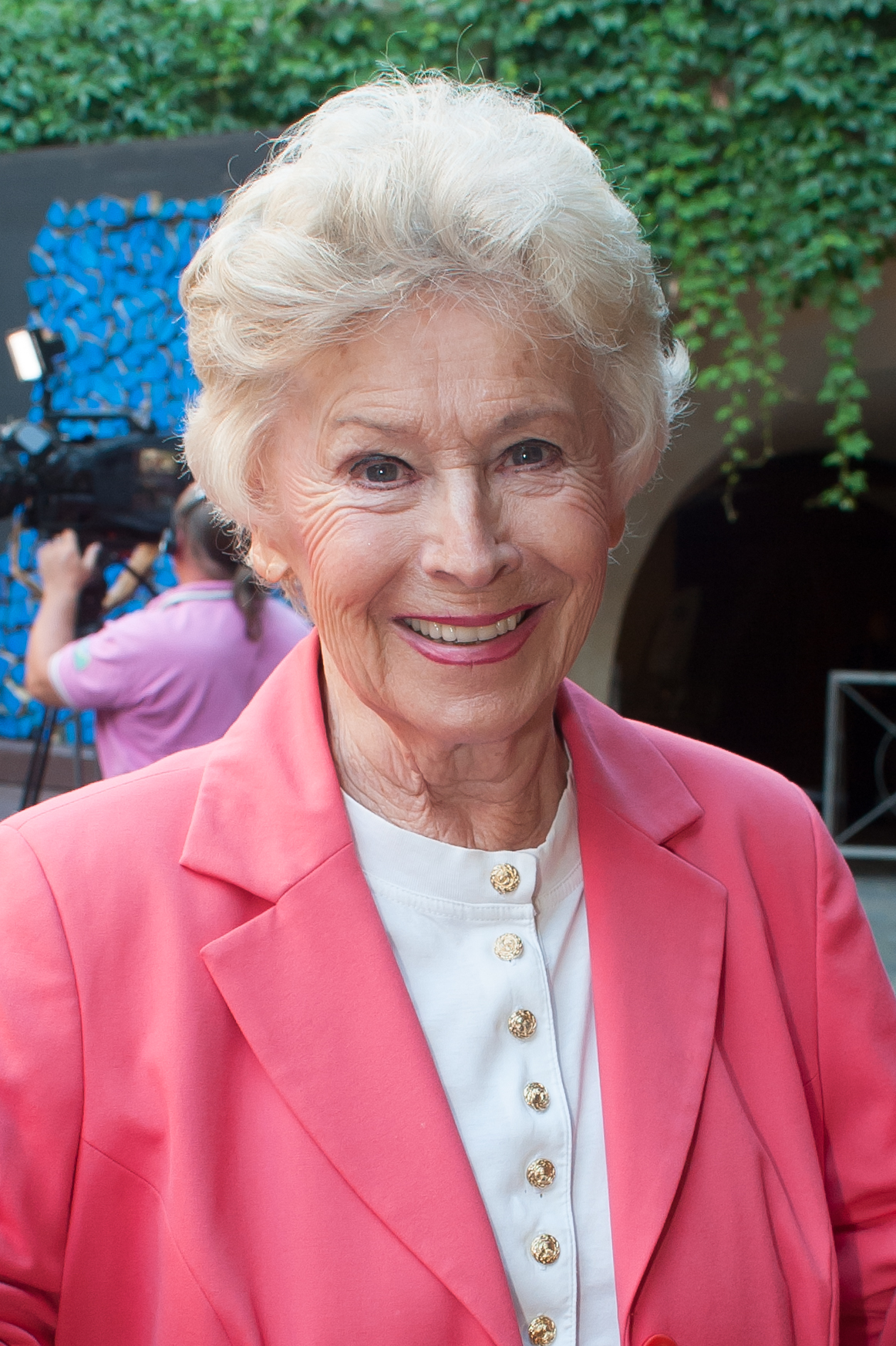
Waltraut Haas (1927–2025)

- Haas, Wander Johannes de (1878–1960), niederländischer Physiker und Mathematiker
- Haas, Wendy (* 1949), US-amerikanische Fusionmusikerin
- Haas, Wenzel (1770–1830), böhmischer Bergbeamter, Bergmeister und Berggerichtssubstitut von Schlaggenwald
- Haas, Werner (1927–1956), deutscher Motorradrennfahrer
- Haas, Werner (1931–1976), deutscher Pianist
- Haas, Werner (* 1936), deutscher Tänzer, Ballettdirektor und Choreograph
- Haas, Wilhelm (1839–1913), deutscher Politiker (NLP), MdR
- Haas, Wilhelm (1842–1918), österreichischer Bibliothekar, Direktor der Universitätsbibliotheken in Graz und Wien
- Haas, Wilhelm (1896–1981), deutscher Diplomat
- Haas, Wilhelm (1931–2024), deutscher Diplomat
- Haas, Wilhelm Christoph Jakob August von (1785–1855), preußischer Generalmajor
- Haas, Willi (1902–1959), deutscher Politiker (CDU)
- Haas, William (1912–1997), britischer Germanist, Sprachwissenschaftler und Hochschullehrer
- Haas, William Herman (1872–1960), US-amerikanischer Geograph und Geologe
- Haas, William S. (1883–1956), deutsch-amerikanischer Philosoph, Psychologe und Soziologe
- Haas, Willibrord (* 1936), deutscher Maler, Zeichner und Grafiker
- Haas, Willy (1891–1973), deutscher Publizist und Literaturkritiker
- Haas, Winfried (1934–2007), deutscher Geologe und Paläontologe
- Haas, Wolf (* 1960), österreichischer SchriftstellerWolf Haas (* 1960)

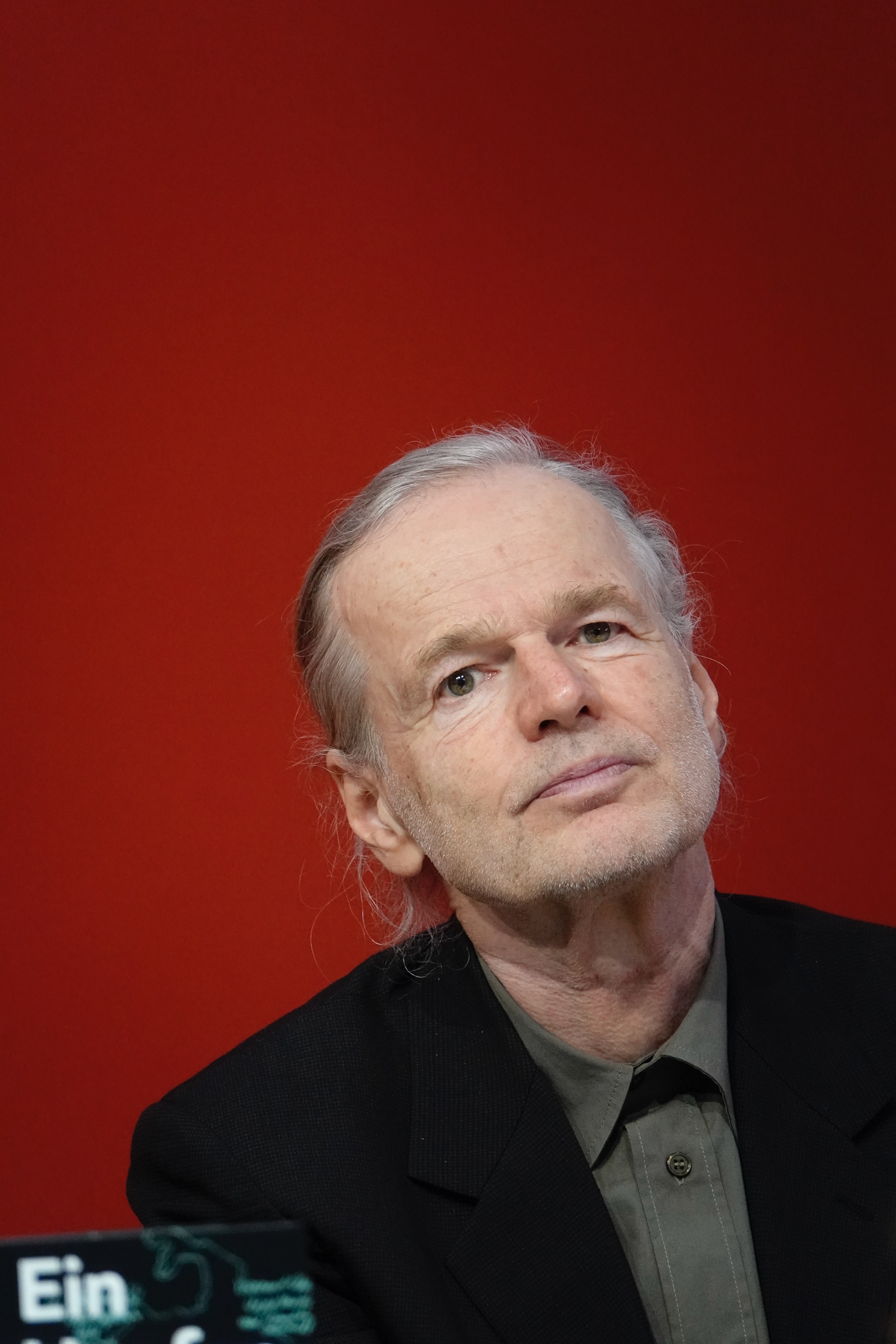
Wolf Haas (* 1960)

- Haas, Wolfdieter (* 1921), deutscher Mittelalterhistoriker
- Haas, Wolfgang (* 1946), deutscher Trompeter
- Haas, Wolfgang (* 1948), liechtensteinischer Geistlicher, römisch-katholischer Erzbischof von Vaduz
- Haas, Wolfgang (* 1968), deutscher Schauspieler

##### Haas, Z
- Haas, Zoë (* 1962), Schweizer Skirennläuferin

#### Haas-

##### Haas-D
- Haas-Decker, Wilhelm (1766–1838), Schweizer Schriftgiesser, Unternehmer, Erfinder und Politiker

##### Haas-G
- Haas-Gebhard, Brigitte (* 1963), deutsche Mittelalterarchäologin
- Haas-Gerber, Gretel (1903–1998), deutsche Malerin

##### Haas-H
- Haas-Heye, Johannes (1912–2008), deutscher Journalist und Diplomat
- Haas-Heye, Otto Ludwig (1879–1959), deutscher Modeschöpfer und Hochschullehrer

##### Haas-L
- Haas-Lorentz, Geertruida de (1885–1973), niederländische Physikerin und Hochschullehrerin

##### Haas-M
- Haas-Münch, Wilhelm (1741–1800), Schweizer Drucker und Erfinder einer verbesserten Druckerpresse

##### Haas-T
- Haas-Triverio, Giuseppe (1889–1963), Schweizer Maler und Xylograf

#### Haasa
- Haasan, Kamal (* 1954), indischer SchauspielerKamal Haasan (* 1954)

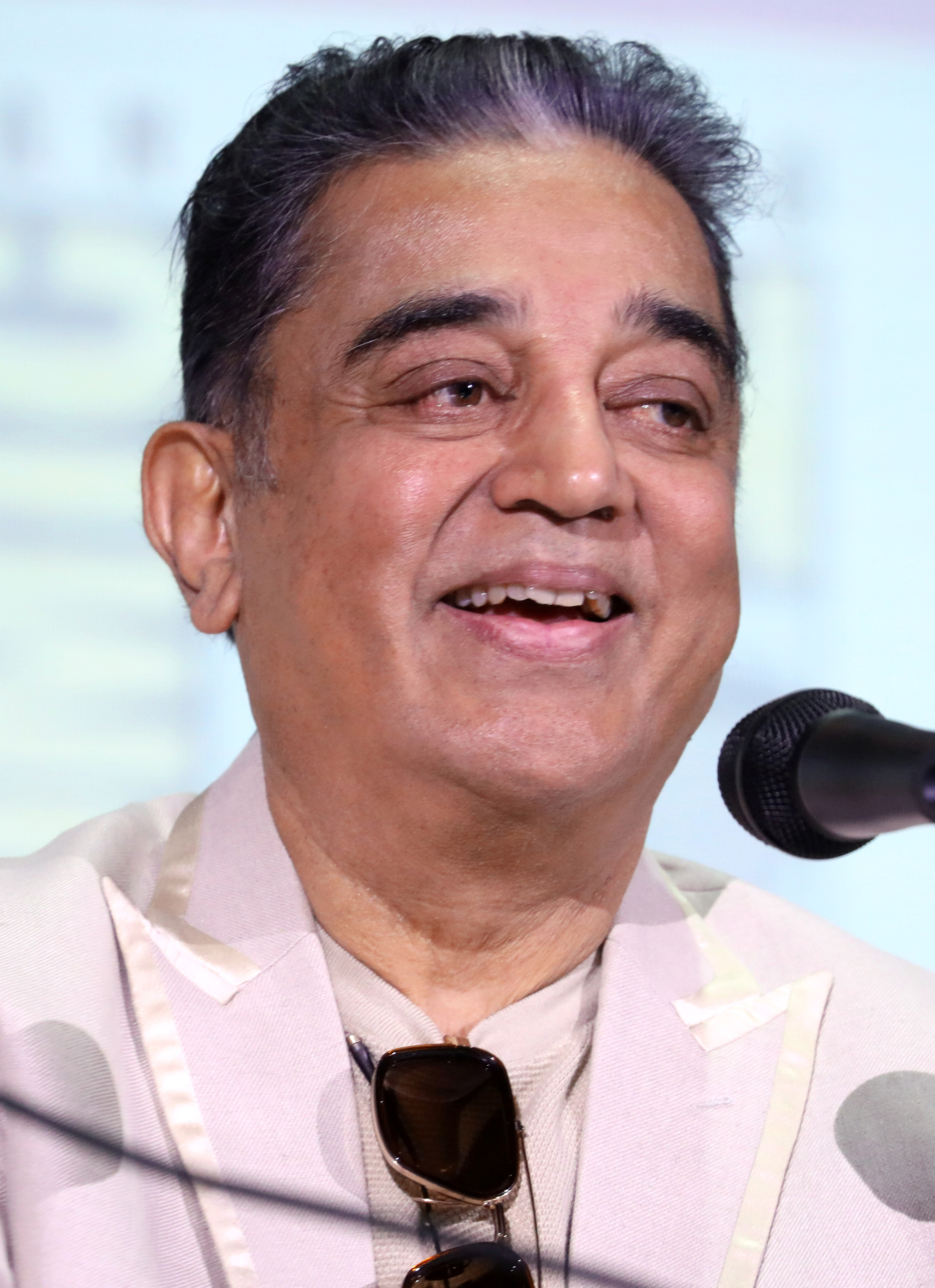
Kamal Haasan (* 1954)

- Haasan, Shruti (* 1986), indische Schauspielerin, Sängerin, Komponistin und Model

#### Haasb
- Haasbauer-Wallrath, Helene (1885–1968), Schweizer Malerin und Gebrauchsgrafikerin

#### Haasc
- Haasch, Cindy (* 2004), deutsche Nordische Kombiniererin
- Haasch, Günther (1926–2020), deutscher Japanexperte

#### Haase
- Haase von Wranau, Andreas (1804–1864), österreichisch-böhmischer Buchdrucker, Unternehmer und Politiker
- Haase, Alexander (* 1976), deutscher Handballtrainer
- Haase, Alfred (1887–1960), deutscher Film- und Theaterschauspieler sowie Synchronsprecher
- Haase, Alfred (1903–1972), deutscher Jurist und Vorstandsvorsitzender der Allianz Versicherungs-AG
- Haase, Alfred A. (1929–2017), deutscher Presse- und Bildbandfotograf
- Haase, Amandus (1886–1947), deutscher sächsischer Vorgeschichtsforscher
- Haase, Angelika (* 1951), deutsche Badmintonspielerin
- Haase, Annemone (* 1930), deutsche Schauspielerin
- Haase, August (* 1873), deutscher Verwaltungsjurist und Bezirksoberamtmann
- Haase, August Emil Theodor (1867–1934), deutscher Gastronom und Kuriositätensammler
- Haase, August Wilhelm Ernst (1811–1881), Kaufmann und Politiker der Freien Stadt Frankfurt
- Haase, Auguste (1899–1945), deutsche Widerstandskämpferin gegen den Nationalsozialismus
- Haase, Axel (* 1952), deutscher Physiker
- Haase, Barry (* 1945), australischer Politiker und Administrator
- Haase, Benno (1849–1929), sächsischer Generalmajor
- Haase, Bertil (1923–2014), schwedischer Moderner Fünfkämpfer, Biathlet und Skiläufer
- Haase, Carl (1817–1877), deutsch-britischer Astronom und Musiker
- Haase, Carl (1920–1990), deutscher Historiker und Archivar
- Haase, Carl Friedrich (1788–1865), deutscher Mediziner (Gynäkologe und Geburtshelfer)
- Haase, Carl Hermann Theodor (1831–1893), deutscher Unternehmer und Pächter der Hamburger Gaswerke (1874–1891)
- Haase, Carl von (1844–1913), deutscher Landschafts-, Jagd-, Genre-, Porträt- und Stilllebenmaler der Düsseldorfer Schule
- Haase, Christian (* 1966), deutscher Politiker (CDU), MdBChristian Haase (* 1966)

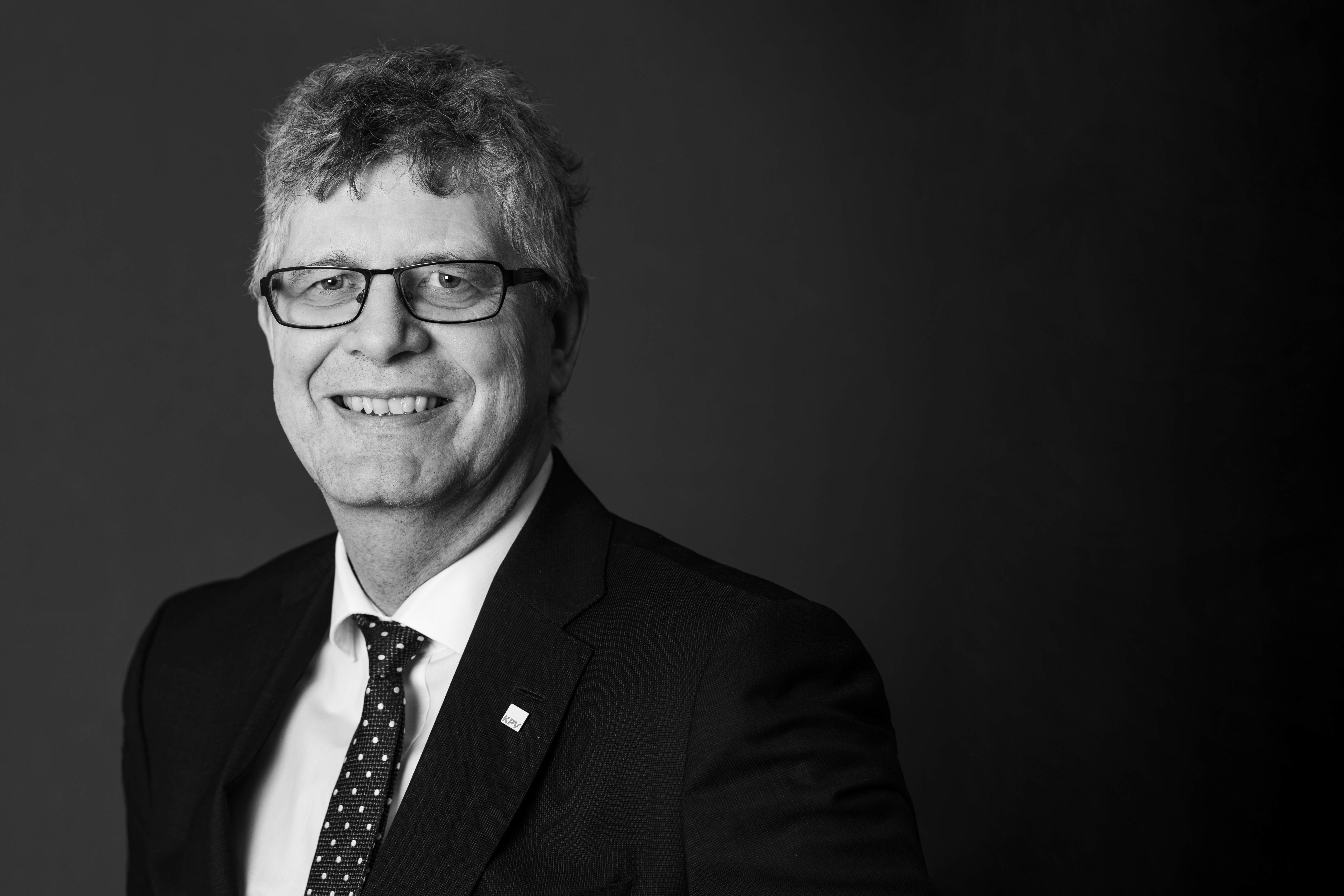
Christian Haase (* 1966)

- Haase, Christian (* 1981), deutscher Liedermacher und Rockmusiker
- Haase, Christian Heinrich († 1818), hannoverscher Münzmeister
- Haase, Christopher (* 1987), deutscher Rennfahrer
- Haase, Claus-Peter (* 1944), deutscher Kunsthistoriker für islamische Kunst
- Haase, Curt (1881–1943), deutscher Generaloberst im Zweiten Weltkrieg
- Haase, Curt (* 1897), deutscher Politiker (NSDAP), MdR
- Haase, Daniel (1877–1939), russisch-rumänischer bessarabiendeutscher Geistlicher
- Haase, Daniel (* 1982), deutscher Handballtrainer und -spieler
- Haase, Detlef (1924–1997), deutscher Politiker (SPD), MdL, MdB, MdEP
- Haase, Erich (1908–1987), deutscher Widerstandskämpfer (KPD) und Redakteur (SED)
- Haase, Erich (* 1928), deutscher Politiker (SED), Minister für Materialwirtschaft
- Haase, Erich (1932–2020), deutscher Fußballspieler
- Haase, Erika (1935–2013), deutsche Pianistin
- Haase, Ernst (1871–1959), deutscher Pädagoge und Mineraloge
- Haase, Ernst (1894–1961), deutscher Neurologe und Psychotherapeut
- Haase, Ernst Günter (1913–2010), deutscher Konstrukteur und Segelflugweltmeister
- Haase, Esther (* 1966), deutsche Fotografin
- Haase, Ewald (1849–1930), deutscher Feuerwehrmann, Politiker und Radsportfunktionär
- Haase, Felix (1882–1965), deutscher katholischer Kirchenhistoriker
- Haase, Felix (* 1994), deutscher Sportschütze
- Haase, Ferdinand († 1850), deutscher Orgelbauer
- Haase, Florian (* 1974), deutscher Rechtswissenschaftler
- Haase, Friederike (* 1963), deutsche politische Beamtin
- Haase, Friedrich (1808–1867), deutscher Klassischer Philologe; Hochschullehrer in Breslau
- Haase, Friedrich (1825–1911), deutscher Theaterschauspieler, -regisseur und -direktorFriedrich Haase (1825–1911)

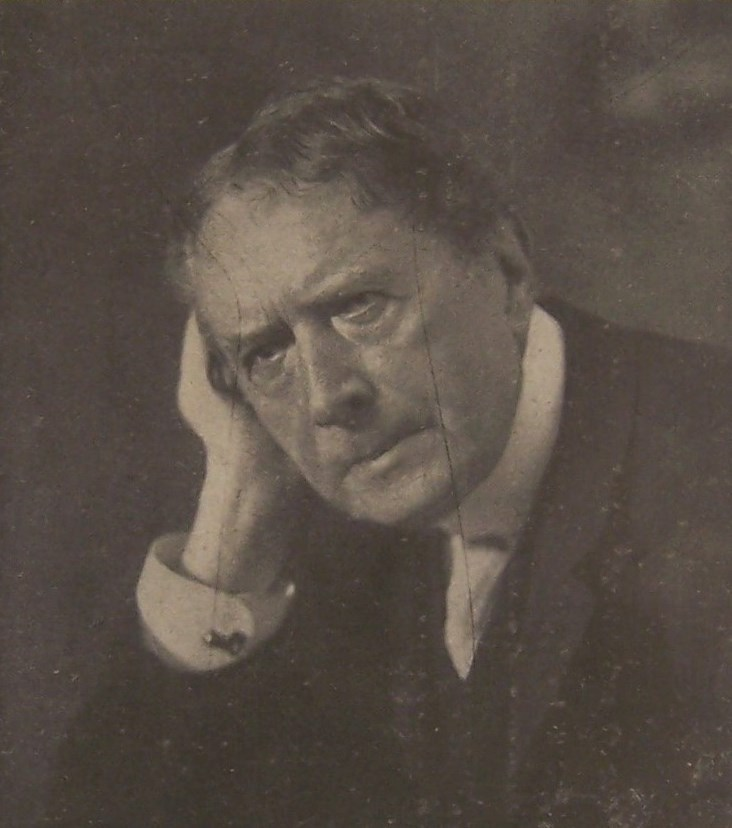
Friedrich Haase (1825–1911)

- Haase, Friedrich (* 1943), deutscher Tischtennisspieler
- Haase, Georg (1665–1725), deutscher Baumeister und Maurer
- Haase, Georg (1859–1931), deutscher Brauerei-Unternehmer
- Haase, Gisela (1935–2023), deutsche Kunsthistorikerin
- Haase, Gottfried (1923–2014), deutscher Politiker (SPD), MdL
- Haase, Gottlieb (1765–1824), deutsch-österreichischer Buchdrucker und -händler
- Haase, Günter (1921–2001), deutscher Kameramann
- Haase, Günter (1932–2009), deutscher Geograph
- Haase, Günther (1917–1991), deutscher Politiker (CDU der DDR)
- Haase, Günther (* 1925), deutscher Wasserspringer und Olympiamedaillengewinner
- Haase, Hans-Dieter (* 1955), deutscher Politiker (SPD), MdL
- Haase, Hans-Herbert (1927–2011), deutscher Arzt, Hochschullehrer und Politiker (FDP), MdL
- Haase, Hans-Joachim (1915–2001), deutscher Augenoptiker und Erfinder
- Haase, Hans-Joachim (1922–1997), deutscher Nervenarzt und Psychotherapeut
- Haase, Hans-Jürgen (1921–2011), deutscher Tischtennisfunktionär
- Haase, Heather (* 1972), US-amerikanische Kinderdarstellerin, Schauspielerin und Location Managerin
- Haase, Heinrich (1897–1960), deutscher Politiker (KPD), MdL
- Haase, Heinz (* 1909), deutscher DBD-Funktionär
- Haase, Helga (1934–1989), deutsche Eisschnellläuferin
- Haase, Hendrik (* 1984), deutscher Food-Aktivist, Autor und Kommunikationsdesigner
- Haase, Henry (* 1993), deutscher Eishockeyspieler
- Haase, Hermann (1814–1871), deutscher Richter und Parlamentarier
- Haase, Hermann (1862–1934), deutscher Maler, Zeichner und Publizist
- Haase, Herwig (* 1945), deutscher Politiker (CDU), MdA und Wissenschaftler
- Haase, Holger (* 1975), deutscher Filmregisseur
- Haase, Horst (1929–2021), deutscher Schriftsteller, Kultur- und Literaturwissenschaftler
- Haase, Horst (1933–2019), deutscher Politiker (SPD), MdL, MdB, MdEP
- Haase, Hugo (1857–1933), deutscher Schlosser und Unternehmer
- Haase, Hugo (1863–1919), deutscher Jurist, Politiker (SPD), MdR und Pazifist
- Haase, Hugo (1902–1966), deutscher Hydrologe
- Haase, Irena (* 1960), litauische Politikerin
- Haase, Irene (* 1961), deutsche Tischtennisspielerin
- Haase, Jella (* 1992), deutsche SchauspielerinJella Haase (* 1992)
- Haase, Jenny, deutsche Romanistin

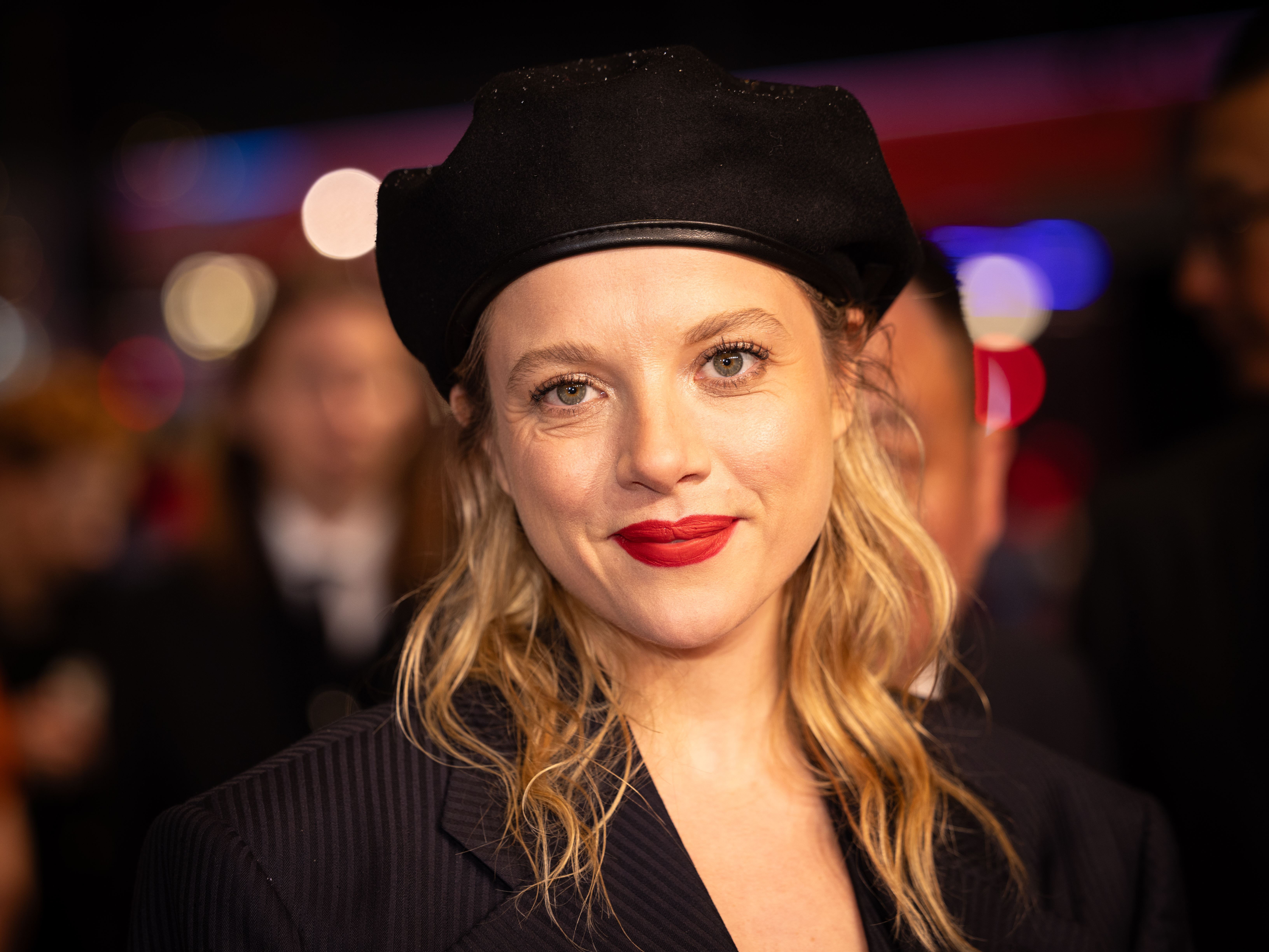
Jella Haase (* 1992)

- Haase, Johann Gottlob (1739–1801), deutscher Mediziner
- Haase, Johannes (1760–1833), deutscher Provisor, Bürgermeister und Politiker
- Haase, Julius (* 1883), deutscher Fußballspieler
- Haase, Jürgen (* 1945), deutscher Langstreckenläufer
- Haase, Jürgen (* 1945), deutscher Filmproduzent, Regisseur und Autor
- Haase, Jürgen (* 1958), deutscher Schauspieler und KabarettistJürgen Haase (* 1958)

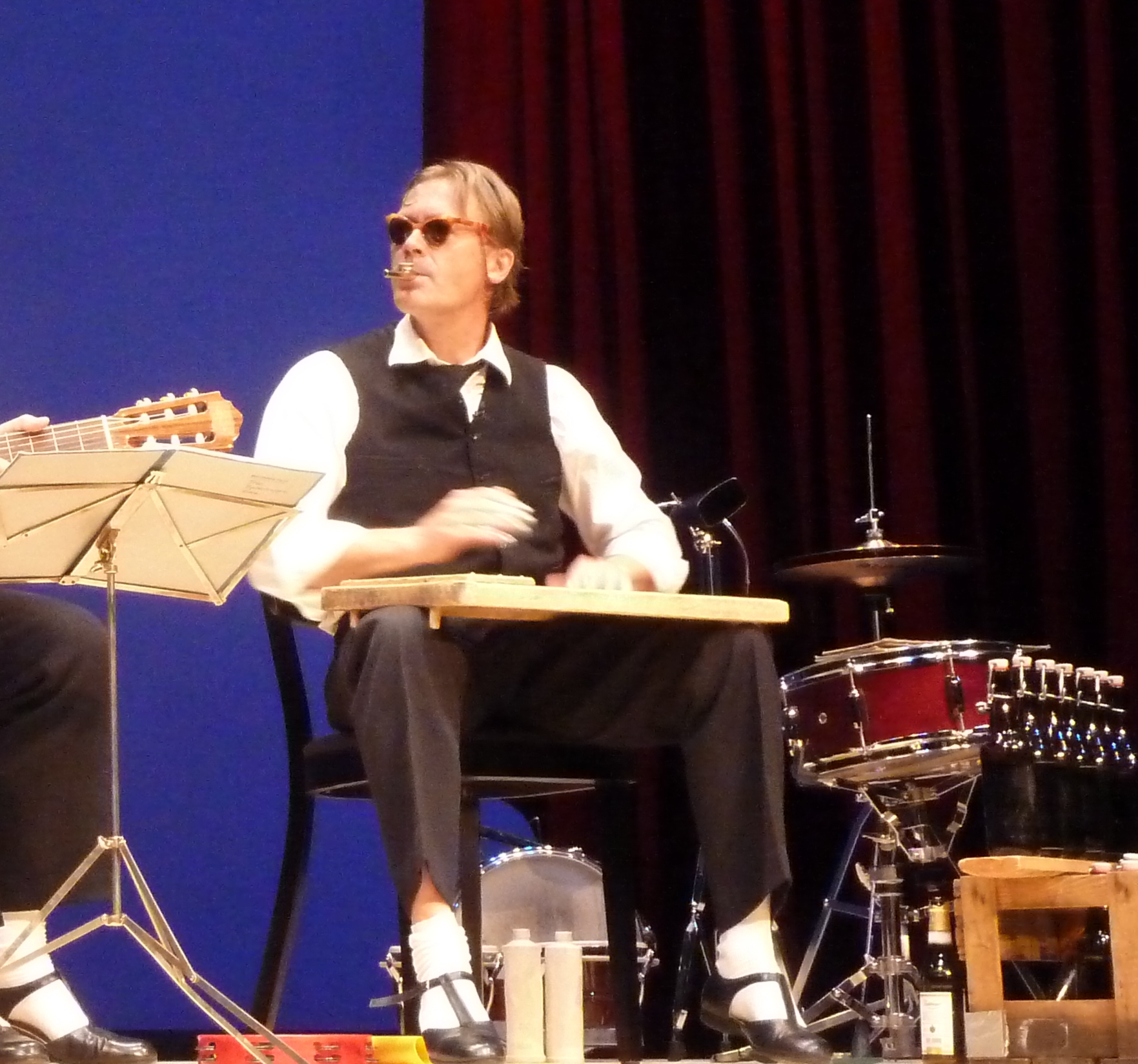
Jürgen Haase (* 1958)

- Haase, Jutta von (* 1939), deutsche Mittel- und Langstreckenläuferin
- Haase, Karl Eduard (1843–1910), deutscher Lehrer und Erzählforscher
- Haase, Karl Gustav (1840–1908), deutscher Mediziner
- Haase, Karl Heinrich (1785–1868), deutscher Jurist und Politiker
- Haase, Karl-Dietrich (* 1946), deutscher Jurist in der Bundeswehr- und Bundestagsverwaltung
- Haase, Kathleen (* 1992), deutsche Handballspielerin
- Haase, Klaus Dittmar (* 1941), deutscher Wirtschaftswissenschaftler
- Haase, Lene (1888–1978), deutsche Lehrerin, Reisende und Schriftstellerin
- Haase, Lothar (1923–2013), deutscher Volkswirt und Politiker (CDU), MdB
- Haase, Ludolf (1898–1972), deutscher NSDAP-Gauleiter
- Haase, Ludwig (1827–1907), österreichischer Maler
- Haase, Ludwig (1868–1944), österreichischer Maler und Grafiker
- Haase, Ludwig Werner (1903–1980), deutscher Chemiker
- Haase, Mandy (* 1982), deutsche Hockeyspielerin
- Haase, Manfred (* 1935), deutscher Fußballspieler (DDR)
- Haase, Margarete (* 1953), österreichische Managerin
- Haase, Markus (* 1971), deutscher Schauspieler, Hörfunkmoderator und Synchronsprecher
- Haase, Martin (* 1962), deutscher Romanist und SprachwissenschaftlerMartin Haase (* 1962)

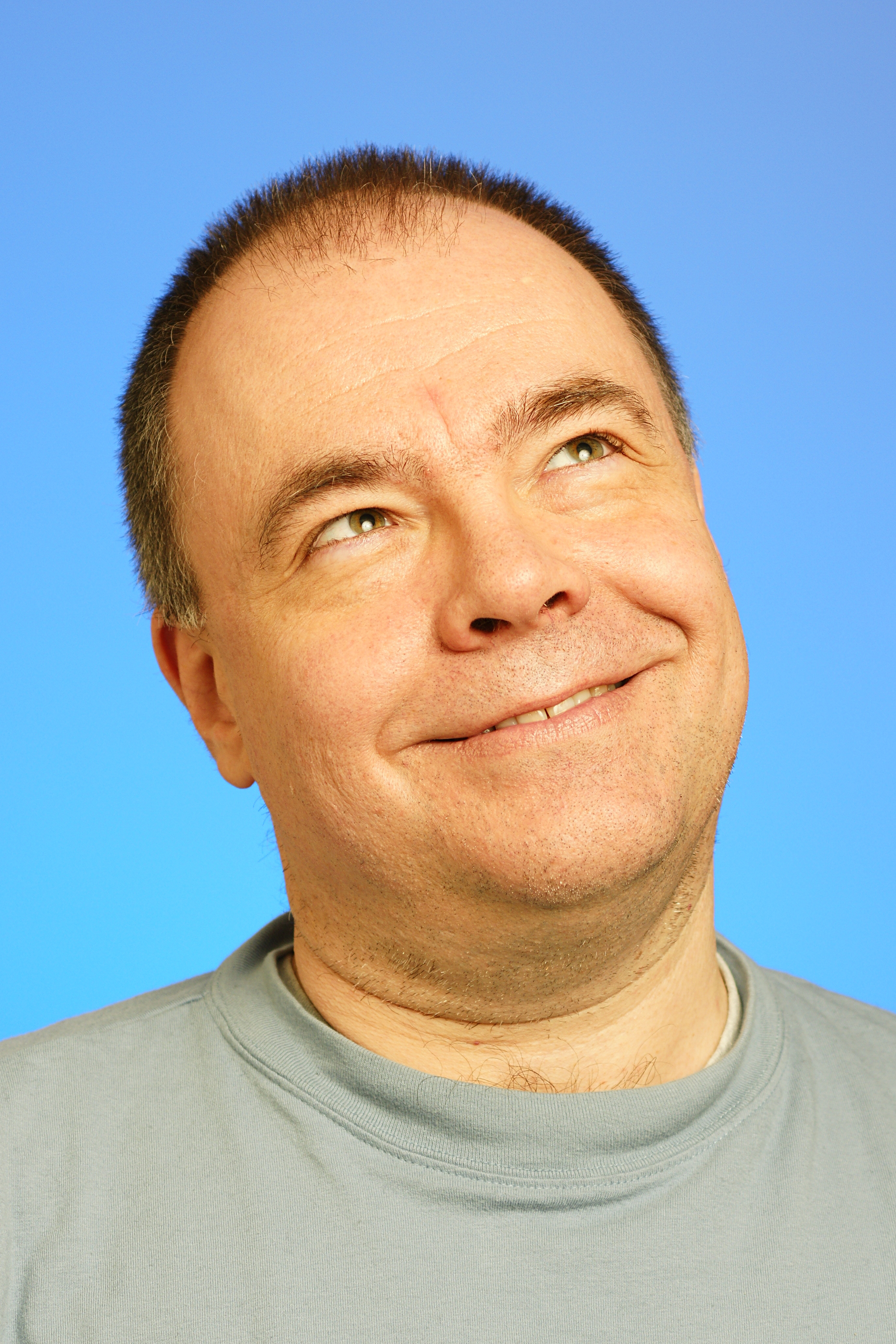
Martin Haase (* 1962)

- Haase, Matthias (* 1957), deutscher Schauspieler und Synchronsprecher
- Haase, Max (* 1884), deutscher Fußballspieler
- Haase, Melody (* 1994), deutsche Sängerin und Reality-TV-Darstellerin
- Haase, Michael (* 1960), deutscher Wissenschaftsjournalist
- Haase, Nicole (* 1956), deutsche Schauspielerin
- Haase, Nicole (* 1976), deutsche Fußballspielerin
- Haase, Nino (* 1983), deutscher Rugby-Spieler und Kommunalpolitiker
- Haase, Norbert (* 1955), deutscher Fußballspieler
- Haase, Otto (1893–1961), deutscher Pädagoge
- Haase, Paul (1873–1925), deutscher Maler, Zeichner und Karikaturist
- Haase, Peter (* 1943), deutscher Sprinter
- Haase, Rebekka (* 1993), deutsche LeichtathletinRebekka Haase (* 1993)

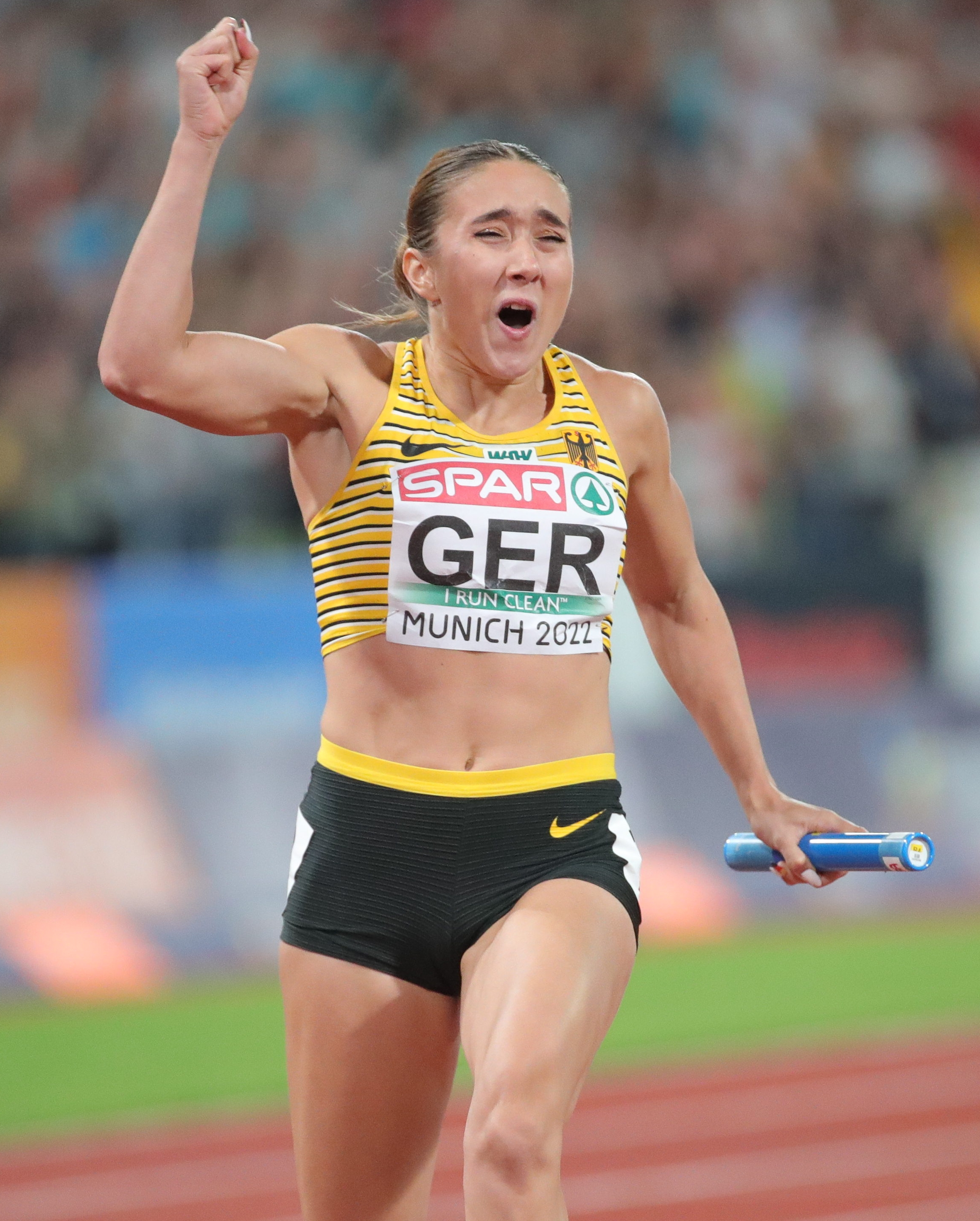
Rebekka Haase (* 1993)

- Haase, Richard (1921–2013), deutscher Rechtshistoriker
- Haase, Richard-Wilhelm (* 1895), deutscher Politiker (CDU), MdL Sachsen-Anhalt
- Haase, Robin (* 1987), niederländischer Tennisspieler
- Haase, Rolf (1918–1997), deutscher Physikochemiker sowie Hochschullehrer
- Haase, Siegfried, deutscher Jurist, Amtshauptmann und Landrat
- Haase, Stephan (* 1968), deutscher Politiker (NPD)
- Haase, Susanne (* 1975), österreichische Politikerin (SPÖ), Landtagsabgeordnete
- Haase, Theodor Karl (1834–1909), österreichischer evangelischer Theologe
- Haase, Tina (* 1957), deutsche Bildhauerin, Objekt- und Medienkünstlerin, Hochschullehrerin
- Haase, Tirzah (* 1959), Schauspielerin und Sängerin für Chanson
- Haase, Tobias (* 1981), deutscher Regisseur
- Haase, Ulrike (* 1976), deutsche Theater- und Filmschauspielerin
- Haase, Viktor (* 1967), deutscher politischer Beamter (Bündnis 90/Die Grünen)
- Haase, Volkmar (1930–2012), deutscher Bildhauer
- Haase, Werner (1900–1950), deutscher Chirurg, Begleitarzt Hitlers
- Haase, Werner (1922–2002), deutscher Politiker (SPD), MdA
- Haase, Werner (1934–2014), deutscher Skilangläufer
- Haase, Wilhelm (* 1872), deutscher Unternehmer und Politiker (Wirtschaftspartei), MdL
- Haase, Wilhelm (1890–1965), deutscher kommunistischer Widerstandskämpfer
- Haase, Wilhelm (1896–1945), deutscher nationalsozialistischer Kommunalpolitiker
- Haase, Wilhelm Andreas (1784–1837), deutscher Mediziner
- Haase, Wolfgang (1936–2018), deutscher Physikochemiker und Professor an der Technischen Universität Darmstadt
- Haase, Wolfgang (* 1940), deutscher Altphilologe
- Haase, Yorck A. (1934–2018), deutscher Bibliothekar
- Haase-Altendorf, Hellmut (1912–1990), deutscher Komponist und Pianist
- Haase-Hindenberg, Gerhard (* 1953), deutscher Schauspieler, Regisseur, Publizist und Buchautor
- Haase-Jastrow, Kurt (1885–1958), deutscher Interieur-, Landschafts-, Porträt- und Stilllebenmaler
- Haase-Lampe, Wilhelm (1877–1950), deutscher Schriftsteller
- Haase-Rapoport, Modest Georgijewitsch (1919–1996), sowjetisch-russischer Kybernetiker
- Haase-Werkenthin, Julie (1882–1960), deutsche Künstlerin, Illustratorin, Presse- und Modezeichnerin
- Haasemann, Albert (1850–1934), deutscher Bauingenieur und Unternehmer
- Haasemann, Frauke (1922–1991), deutsche Sängerin
- Haasen, Peter (1927–1993), deutscher Physiker
- Haasen, Uwe (1929–2022), deutscher Versicherungsmanager
- Haasenstein, Ferdinand (1828–1901), deutscher Buchhändler und Gründer der ersten Annoncen-Expedition Europas, dem Vorläufer der späteren Werbeagenturen
- Haaser, Andrea (* 1961), österreichische Skirennläuferin
- Haaser, Franz (1886–1971), deutscher Verwaltungsjurist
- Haaser, Karl (1912–2004), deutscher Jurist und Rechtsanwalt
- Haaser, Raphael (* 1997), österreichischer SkirennläuferRaphael Haaser (* 1997)

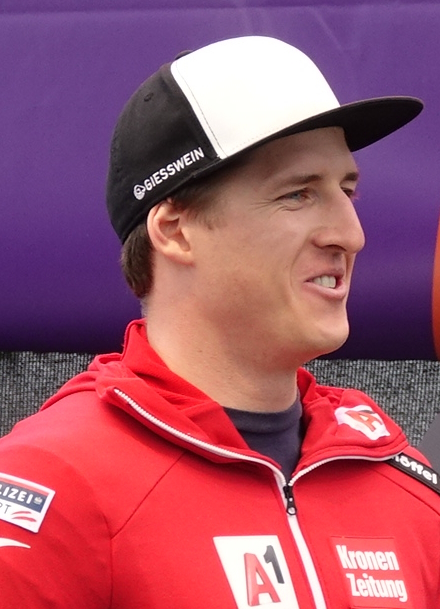
Raphael Haaser (* 1997)

- Haaser, Ricarda (* 1993), österreichische Skirennläuferin

#### Haasi
- Haasis, Heinrich (* 1945), deutscher Politiker (CDU), MdL, Präsident des Deutschen Sparkassen- und Giroverbands
- Haasis, Hellmut G. (1942–2024), deutscher Historiker, Verleger und Autor
- Haasis-Blank, Ingrid (* 1954), deutsche Politikerin (CDU), MdL

#### Haasl
- Haasler, Alfred (1907–1997), österreichischer Geistlicher, Zisterzienser und Missionar
- Haasler, Bernd (* 1968), deutscher Ingenieur und Hochschullehrer
- Haasler, Fritz (1863–1948), deutscher Chirurg und Hochschullehrer
- Haasler, Horst (1905–1969), deutscher Jurist und Politiker (GB/BHE, CDU), MdL, MdB
- Haasler, Ruprecht (1936–2017), deutscher Generalmajor
- Haasler, Walter (1885–1976), deutscher Bauingenieur und Hochschullehrer

#### Haasm
- Haasmann, Thomas (* 1961), österreichischer Judoka

#### Haass
- Haaß, Catharina (1844–1916), deutsche Musikpädagogin und Komponistin
- Haass, Christian (* 1960), deutscher Biochemiker
- Haass, Friedrich Joseph (1780–1853), deutsch-russischer Mediziner
- Haaß, Michael (* 1983), deutscher Handballspieler und Handballtrainer
- Haass, Richard Nathan (* 1951), US-amerikanischer Politikwissenschaftler, Präsident des Council on Foreign Relations
- Haaß, Robert (1898–1968), deutscher Geistlicher, römisch-katholischer Kirchenhistoriker, Diözesanarchivdirektor in Köln
- Haass, Terry (1923–2016), französische Malerin und Grafikerin
- Haaß-Wiesegart, Margarete, deutsche Psychotherapeutin
- Haasse, Hella (1918–2011), niederländische Schriftstellerin
- Haaßengier, Dieter (1934–2023), deutscher Politiker (CDU), MdL

#### Haast
- Haast, Cees (1938–2019), niederländischer Radrennfahrer
- Haast, Julius von (1822–1887), deutsch-neuseeländischer Geologe, Naturforscher und EntdeckerJulius von Haast (1822–1887)

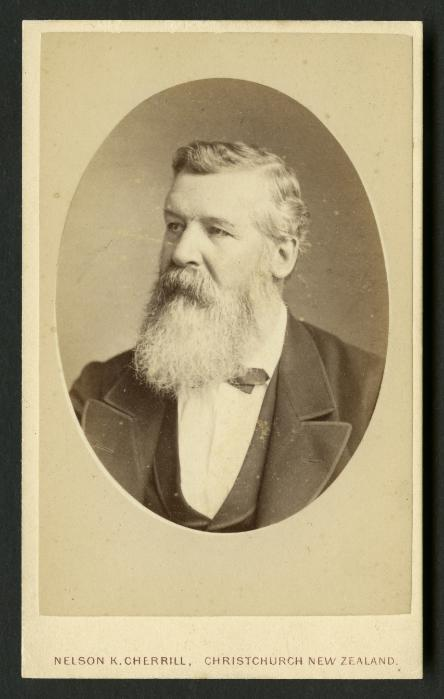
Julius von Haast (1822–1887)

- Haasteren, Martijn van (* 1980), niederländischer Tennisspieler
- Haasters, Anna (* 1866), deutsche Pianistin
- Haasters, Jörg (* 1940), deutscher Orthopäde
- Haastrup, Benita (* 1964), dänische Jazzmusikerin

#### Haasy
- Haasy, Wilhelm von (1867–1946), deutscher Generalleutnant

### Haat
- Haatainen, Tuula (* 1960), finnische Politikerin (SDP) und Abgeordnete im finnischen Parlament
- Haataja, Juha-Pekka (* 1982), finnischer Eishockeyspieler
- Haataja, Kyösti (1881–1956), finnischer Politiker, Mitglied des Reichstags und Landvermesser
- Haatz, Gerhard (1947–2012), deutscher Endurosportler

### Haav
- Haava, Anna (1864–1957), estnische Lyrikerin
- Haavaoks, Paul (1924–1983), estnischer Schriftsteller und Lyriker
- Haavardsholm, Ole (* 1989), norwegischer Radrennfahrer
- Haavelmo, Trygve (1911–1999), norwegischer Ökonom und Nobelpreisträger
- Haavi, Emilie (* 1992), norwegische Fußballspielerin
- Haavikko, Paavo (1931–2008), finnischer Schriftsteller
- Haavisto, Arvo (1900–1977), finnischer Ringer
- Haavisto, Heikki (1935–2022), finnischer Wirtschaftsmanager und Politiker, Außenminister
- Haavisto, Jukka (* 1981), finnischer Fusionmusiker (Bass, Komposition)
- Haavisto, Marko (* 1970), finnischer Musiker und Sänger
- Haavisto, Pekka (* 1958), finnischer Politiker, Mitglied des ReichstagsPekka Haavisto (* 1958)

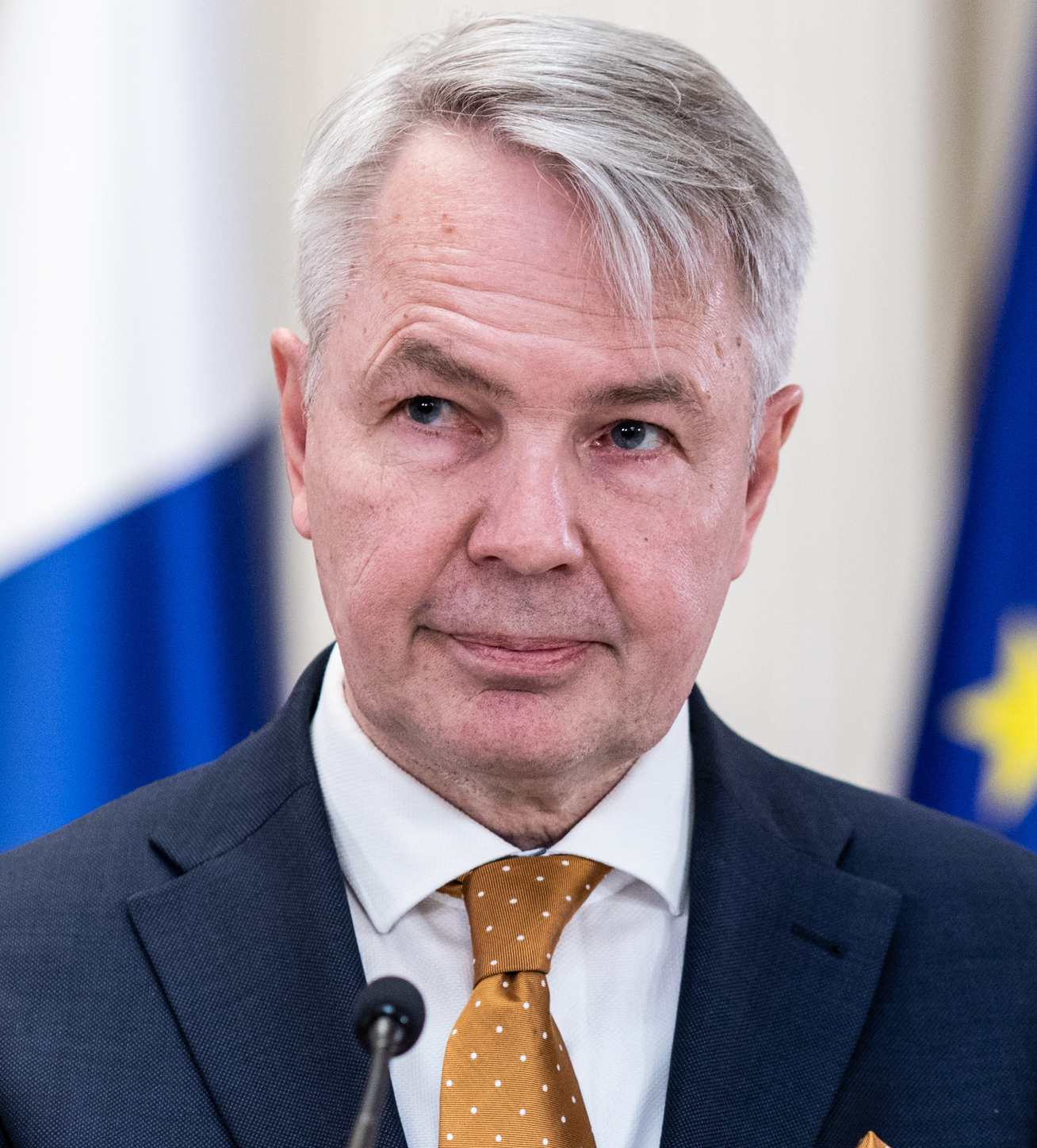
Pekka Haavisto (* 1958)

### Haax
- Haaxman, Pieter (1854–1937), niederländischer Genre- und Porträtmaler
- Haaxman, Pieter Alardus (1814–1887), niederländischer Genre- und Porträtmaler sowie Kunstpädagoge